# Zoo di Praga

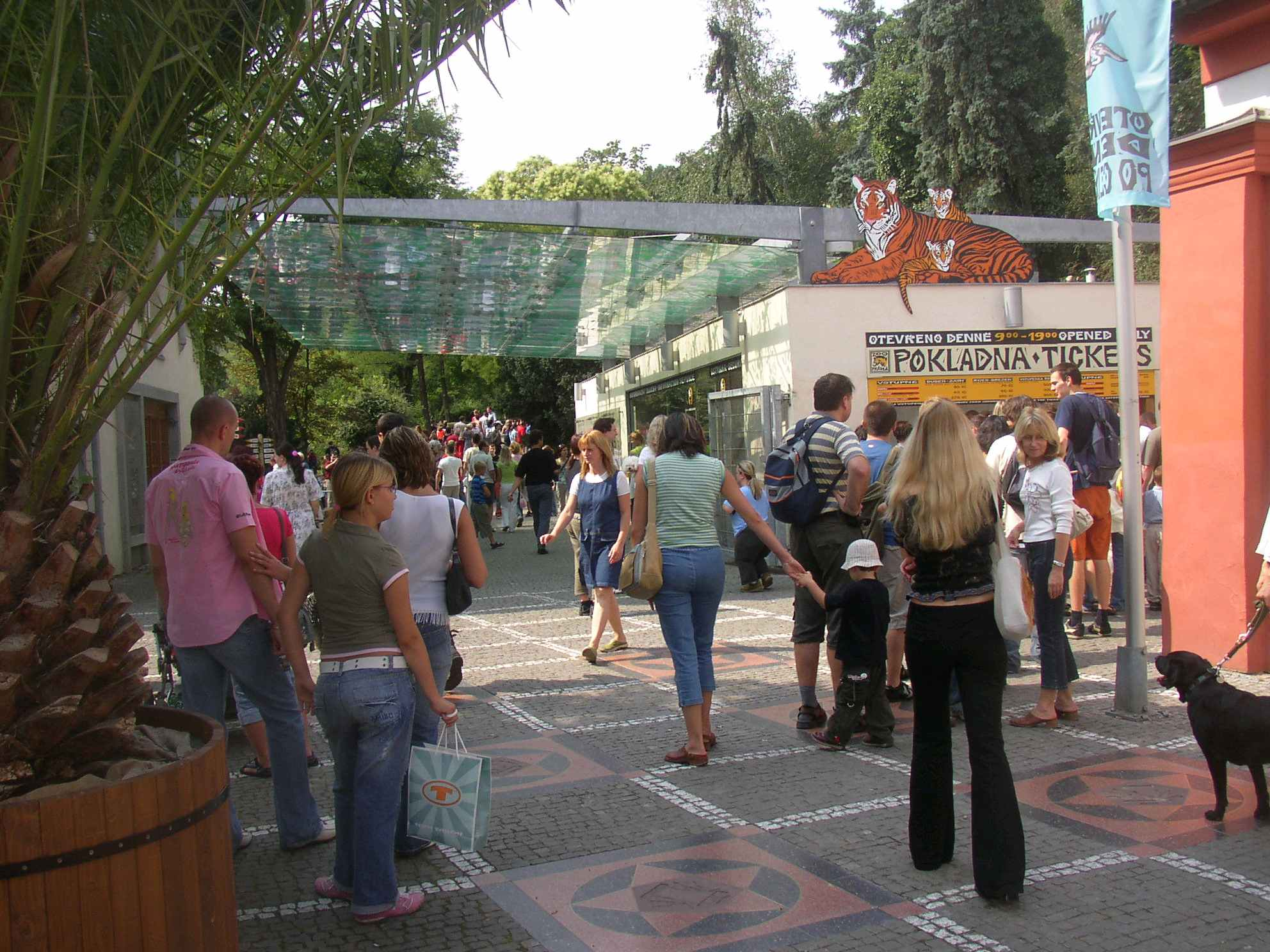
L'entrata dello zoo di Praga

Il Giardino zoologico di Praga (Czech: Zoologická zahrada hl. m. Prahy) è uno zoo di Praga, nella Repubblica Ceca. Lo zoo fu inaugurato nel 1931 con l'obiettivo di "promuovere lo studio della zoologia, proteggere la fauna selvatica ed educare il pubblico", nel distretto di Troja, a nord di Praga. Nel 2013 lo zoo occupava 58 ettari (140 acri), di cui 50 ettari (120 acri) in uso per gli habitat e ospitava circa 4.800 animali rappresentanti oltre 690 specie, tra cui 133 specie classificate come in pericolo critico. Si tratta di un'organizzazione contributiva, il cui fondatore è il Comune di Praga. Lo zoo consiste in padiglioni moderni e habitat che cercano di presentare gli animali in condizioni il più vicino possibile al loro ambiente naturale, reso possibile dal terreno collinare sui cui sorge lo zoo. Lo zoo di Praga è coinvolto nella conservazione di diverse specie in via d'estinzione e custodisce i libri genealogici europei di alcune di esse. L'allevamento e la reintroduzione in natura dei cavalli di Przewalski è probabilmente il successo più grande della struttura, e a seguito di ciò, nel 2011, è stato attuato il progetto di conservazione Return of the Wild Horses. Nell'ottobre 2021, lo zoo di Praga ha ricevuto il premio WAZA Conservation Award dell'Associazione mondiale degli zoo e degli acquari, il riconoscimento più alto per questo progetto e per il suo contributo a lungo termine sulla salvaguardia del cavallo di Przewalski. Storicamente, questo è solo il sesto premio della più grande onorificenza mondiale per gli zoo.
Lo zoo è valutato come il settimo migliore zoo del mondo dalla Forbes Travel Guide nel 2007, ed è valutato come il quinto migliore al mondo da TripAdvisor.
Nel 2020 è stato l’unico tra gli zoo europei ad essere tra i 4 finalisti del prestigioso WAZA Conservation Award. Il Waza Conservation Award è un premio per le organizzazioni membro WAZA per l'eccezionale contributo nel campo della conservazione della natura e della biodiversità. È stato menzionato in particolare il progetto Return of Wild Horses, ma è stata la qualità di tutti i progetti in situ attuati che ha permesso allo Zoo di Praga di avanzare nella finale. Nell'ottobre 2021, lo Zoo di Praga ha ricevuto questo premio internazionale di importanza storica. Nel 2022, lo zoo di Praga è divenuto il primo zoo europeo a possedere una coppia riproduttrice di pangolini cinesi e, nel 2023, il primo zoo al mondo a riprodurre questa specie con successo. L'attuale direttore dello zoo è Miroslav Bobek.

## Storia
L'idea di un giardino zoologico a Praga fu proposta per la prima volta nel 1881 in un articolo di giornale del conte Sweerts-Spork, in occasione del matrimonio del principe ereditario Rodolfo d'Austria e della principessa Stefania del Belgio.

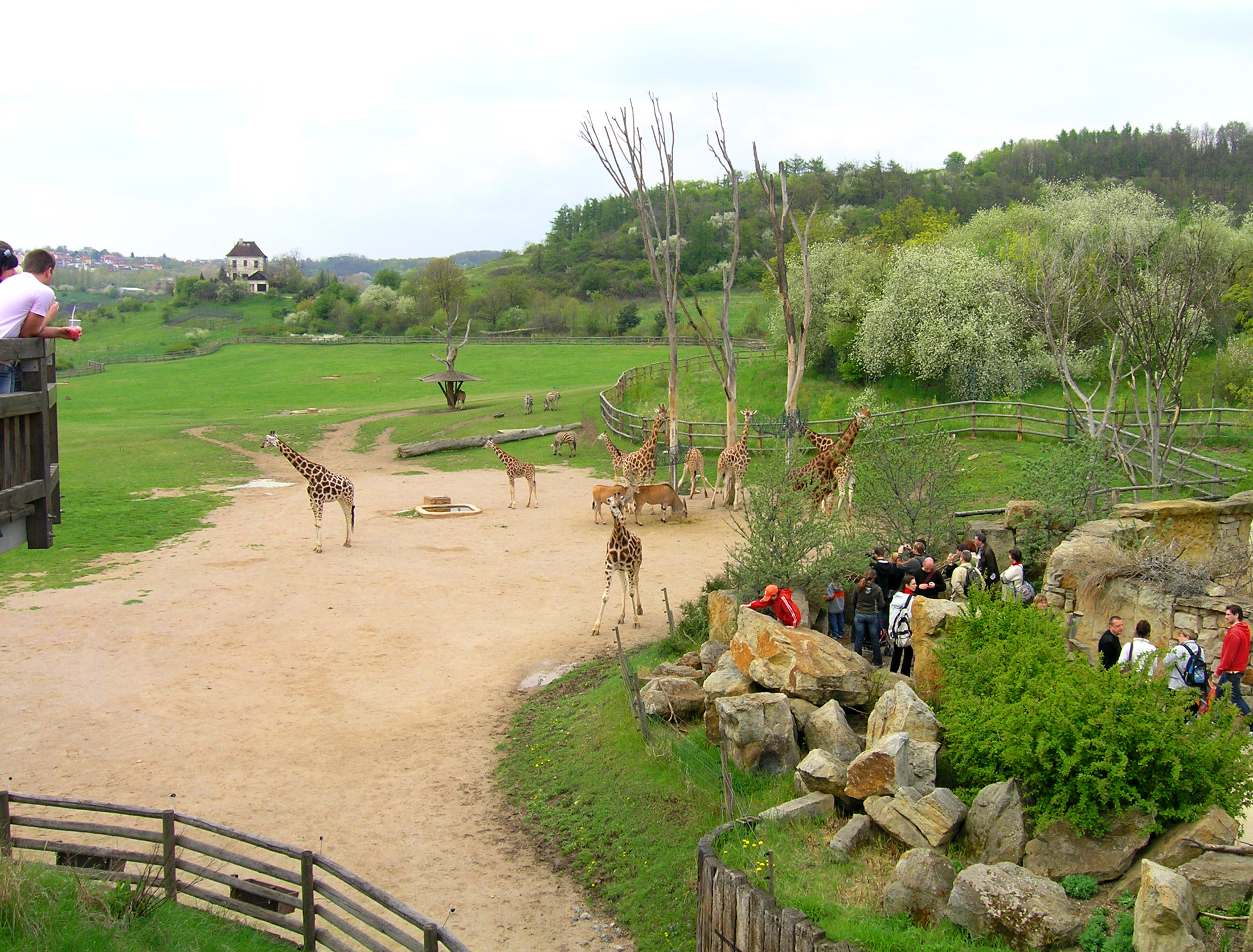
Area dedicata alla megafauna africana

Nel 1919, in una riunione del Comitato consultivo per la matematica e le scienze naturali presso il Ministero dell'Istruzione e dell'Illuminismo Nazionale, fu istituito un comitato per avviare i lavori preparatori per la creazione dello zoo. Lo zoo fu aperto al pubblico il 28 settembre 1931 dal direttore fondatore Jiří Janda .
Nel 1938, lo zoo fu il primo al mondo a covare e allevare il primo pulcino di condor delle Ande, mentre nel 1942 lo zoo seguì con un altro successo allevando artificialmente il primo orso polare, una femmina di nome Ilun. Nel 1959, il dottor Zdeněk Veselovský fu nominato direttore dello zoo. Sotto la sua guida, lo zoo ha ottenuto successi di livello mondiale nel campo della riproduzione in cattività e nella ricerca scientifica. Nel 1971 fu aperto un nuovo padiglione per i grandi mammiferi, tra cui elefanti, ippopotami e rinoceronti, seguito da un padiglione per i grandi felini, nel 1991.

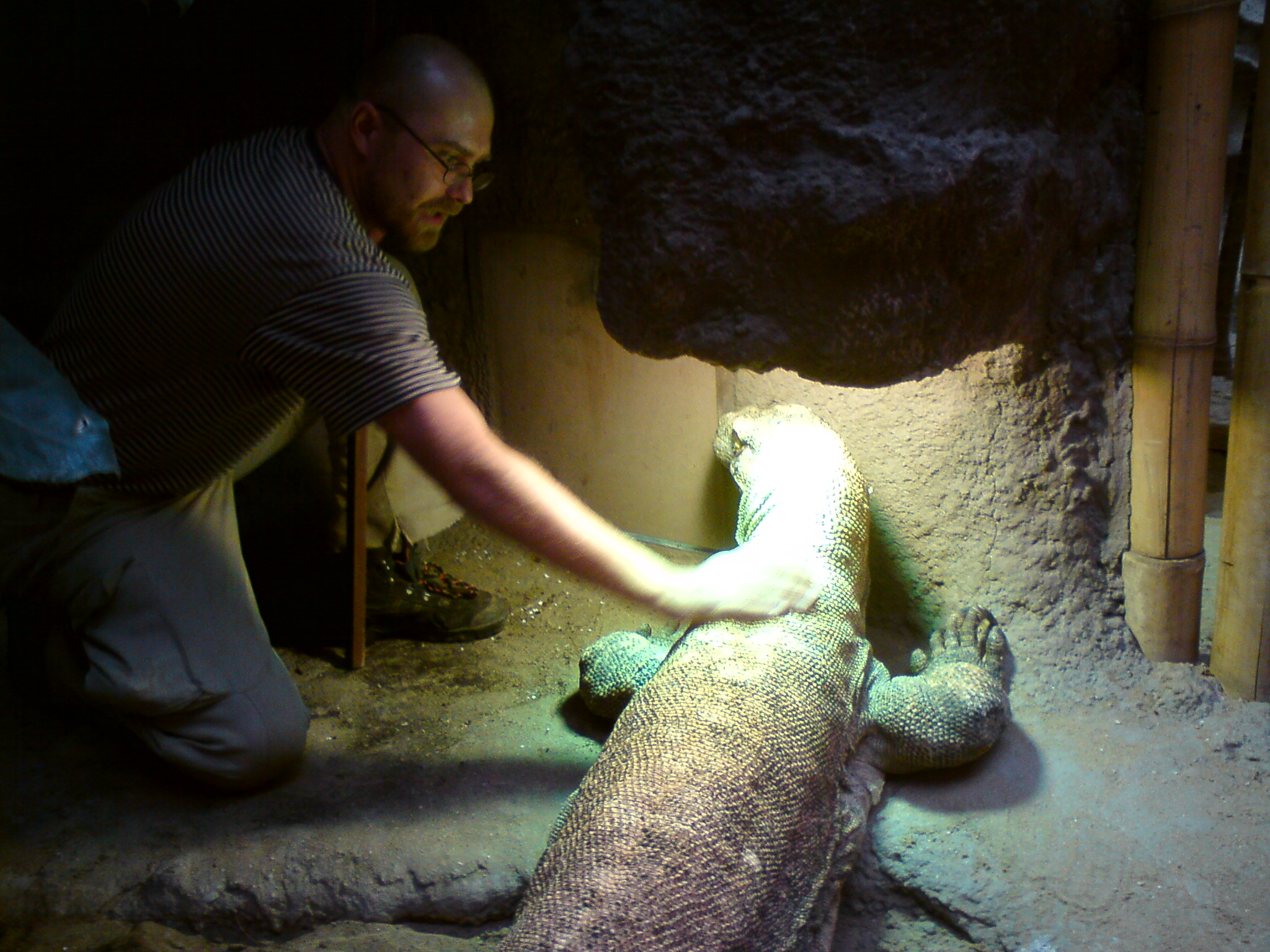
Drago di Komodo con il custode Jan Janošek allo Zoo di Praga. Lo Zoo di Praga è il principale allevatore di draghi di Komodo in cattività

Nel 2001 lo zoo è stato anche il primo a riprodurre artificialmente il cavallo di Przewalski.
Nel 2002 Praga ha subito la peggiore inondazione della sua storia, e gran parte dello zoo fu allagata, causando la perdita di ben 134 animali. Ben nota è la storia di Gaston, un leone marino, che venne trascinato dalle correnti dei fiumi Moldava ed Elba fino in Germania, dove Gaston morì di sfinimento. Tuttavia, grazie ad una grande ondata di solidarietà e donazioni, lo Zoo di Praga fiorì notevolmente nel decennio successivo.
Nel 2004 lo zoo riprese la sua scia di successi, inaugurando il padiglione per animali più grande e costoso del paese, chiamato "Indonesian Jungle" per ospitare animale provenienti dalle foreste indonesiane. Lo stesso anno portò la prima nascita di un gorilla di pianura occidentale nella Repubblica Ceca, di nome Moja. Nel 2007, lo zoo allevò i suoi primi draghi di Komodo. Nel 2009 venne aperta una nuova area per le otarie orsine del Capo, con una piscina ampliata e una tribuna. L'anno successivo vide la nascita della prima testuggine del Texas allevata in Europa. Nel 2011, Moja, il primo gorilla di pianura occidentale nato allo zoo e divenuto famoso per il progetto multimediale The Revealed, venne trasferito nel Parco Naturale di Cabarceno, in Spagna. Nello stesso anno, quattro cavalli di Przewalski vennero trasportati in Mongolia per essere rilasciati in natura come parte del progetto di reintroduzione Return of the Wild Horses e di conservazione in situ. Nel 2012, lo zoo sperimentò un'ondata di nascite, 1.557 di 211 specie, tra cui la prima nascita in cattività della tartaruga di fiume coronata e del tordo ridente dalle guance rossicce, nonché la prima nascita di un panda rosso allo zoo di Praga. Nel 2013, venne creato un nuovo grande padiglione nella "Valle degli Elefanti", portando alla nascita del primo elefante a Praga, di nome Sita. Lo zoo fu allagato per la seconda volta nel giugno dello stesso anno, ma questa volta la maggior parte degli animali fu evacuata in tempo. Nel 2014, venne aperto un padiglione per 33 salamandre giganti cinesi, una specie in grave pericolo di estinzione, tra cui tre adulti. La collezione presenta la salamandra gigante cinese più grande d'Europa. Dopo 13 anni di attesa, lo zoo di Praga è uno degli unici tre zoo al mondo ad avere una coppia riproduttiva di iguana delle Piccole Antille.
Durante la pandemia del coronavirus del 2020, tutti gli eventi dedicati al pubblico furono inizialmente cancellati e l'11 marzo 2020 tutti i padiglioni e le mostre al coperto furono chiusi. Due giorni dopo, l'intero zoo venne chiuso per la prima volta fino a nuovo avviso. Durante le quattro settimane di chiusura, le perdite furono calcolate a quasi 20 milioni di corone ceche. Durante la quarantena, lo zoo subì una seconda esplosione di nascite, con 130 nuovi nati provenienti da oltre 40 specie. Tra i cuccioli più importanti nati durante il lockdown vi furono una femmina di elefante indiano, un maschio di tapiro malese, e un puledro di cavallo Przewalski. Lo stesso anno, nel maggio 2020, lo zoo inaugurò una nuova area del parco, Darwin's Crater, un padiglione dedicato alla fauna australiana, portando all'arrivo dei primi diavoli della Tasmania e, l'anno successivo, e vombati comuni nella storia del parco. L'apertura di quest'area suscitò un rinnovato interesse nello zoo permettendogli di uscire dalla crisi inflitta dal lockdown.
Nel 2023, lo zoo ha visto la prima nascita di un pangolino cinese in cattività. Il pangolino è nato a febbraio e pesava 135 grammi. La nascita fa sperare che la creatura possa essere salvata dal suo attuale status nell'elenco delle specie in pericolo critico di estinzione.

## Sezioni del parco
Mentre la parte superiore dello zoo ha una pianta chiara con ampi recinti e diversi grandi padiglioni, la parte inferiore è più frammentata con un gran numero di sentieri stretti, un numero di edifici più piccoli e grandi padiglioni. Anche se l'area originaria dello zoo fa parte della parte inferiore, un ulteriore sviluppo nella seconda metà del XX secolo si è rivolto principalmente alla zona superiore. La parte bassa vicino al fiume Moldava si svilupperà di nuovo solo a partire dall'inizio del 21º secolo.

### Sezioni

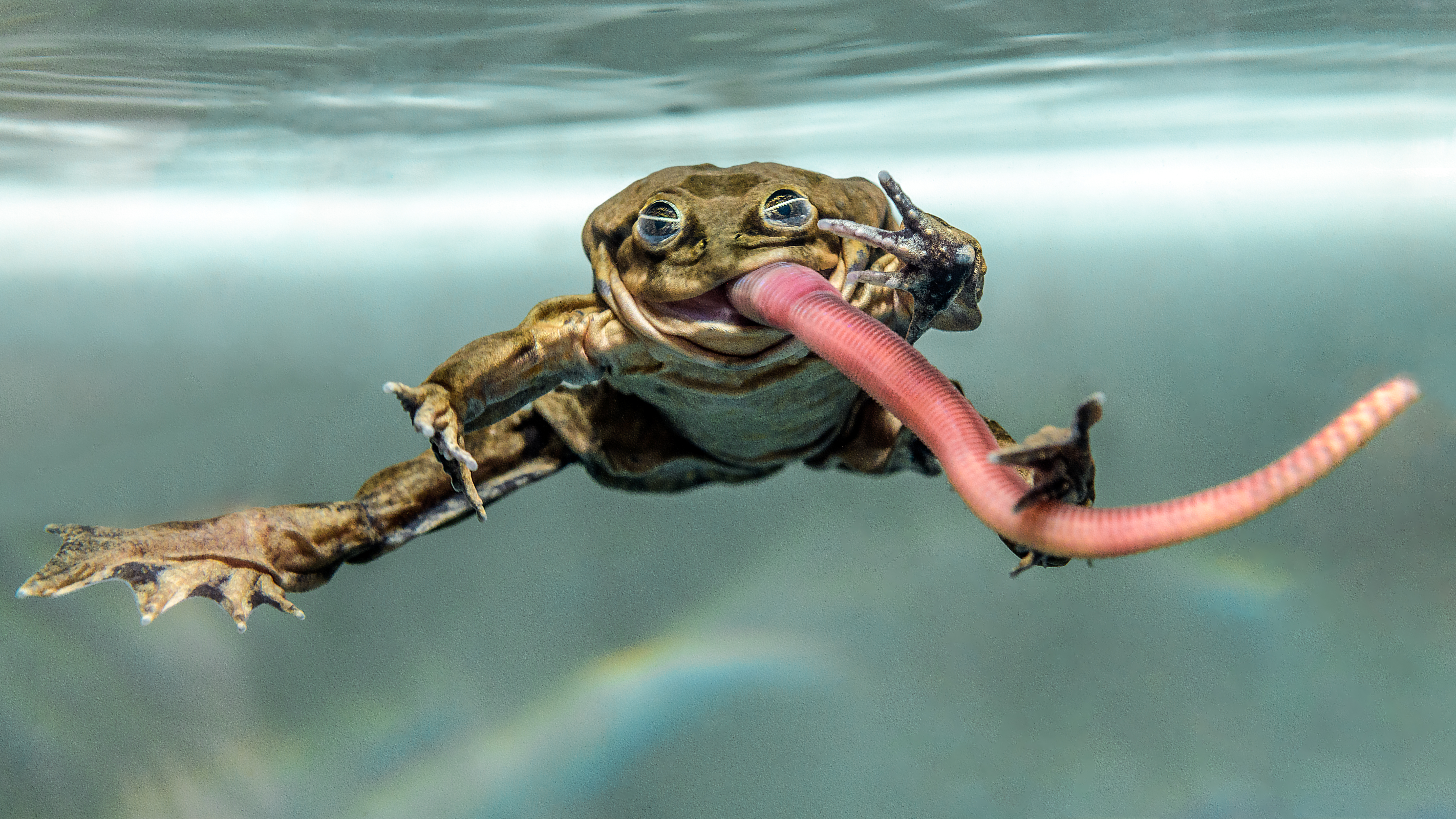
Rana del Titicaca nella mostra del Titicaca

Nel giugno 2018 lo zoo di Praga presentava 13 padiglioni accessibili al pubblico. Dopo l'apertura del padiglione dedicato ai pappagalli (Rákosův pavilon), nel settembre 2019 il numero dei padiglioni è salito a 14. Il 30 maggio 2020 è stato inaugurato il complesso espositivo Darwin crater, incentrato sulla fauna australiana. In occasione della celebrazione annuale del 28 settembre 2022, è stata aperta una nuova area dedicata ai gorilla di pianura occidentale (Dja Reserve).

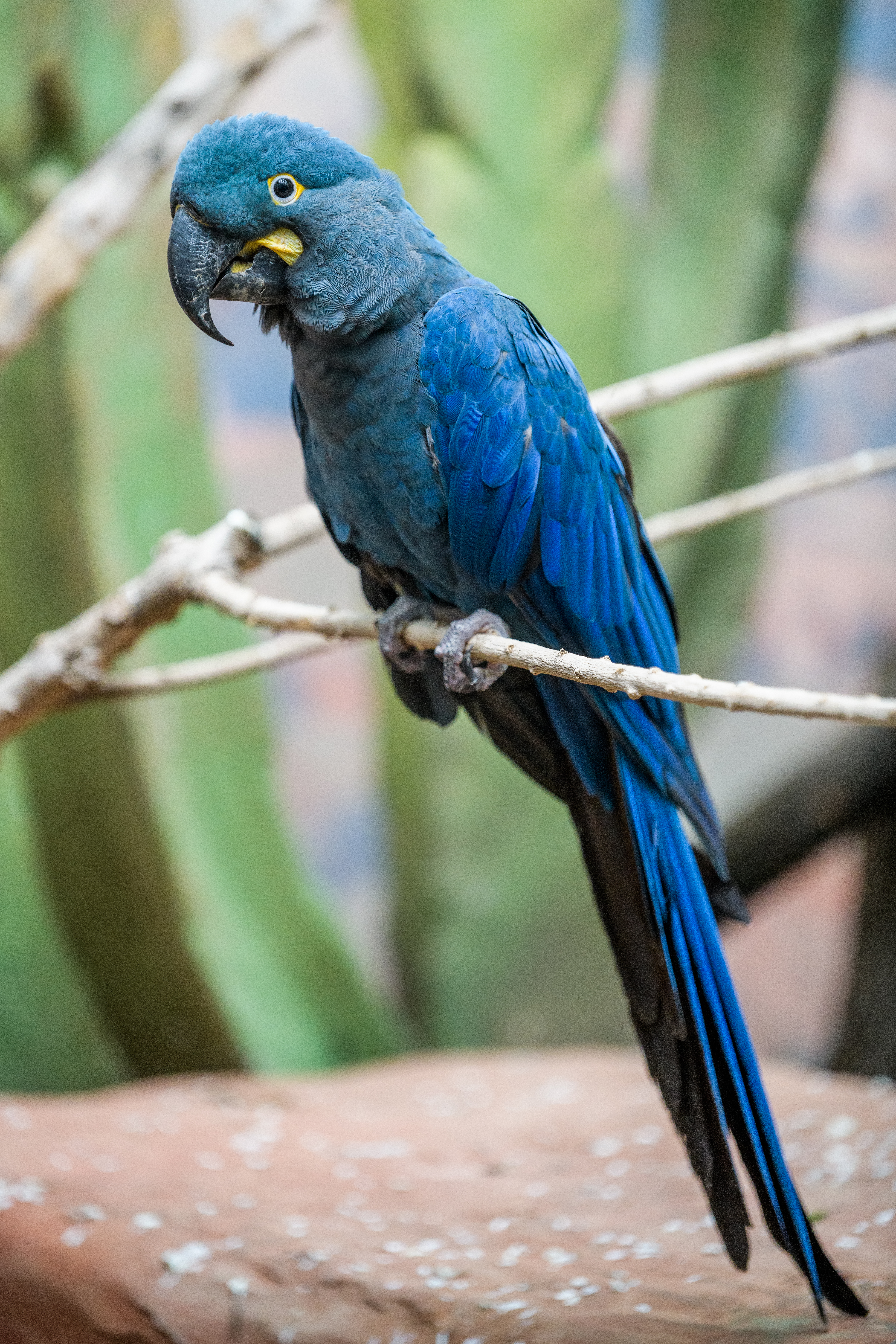
Ara indaco nel padiglione Rákosův pavilon

Nella parte inferiore dello zoo si trovano:
- Padiglione dei pinguini (aperto nel 1986, riaperto dopo un'importante ristrutturazione nel 2004);
- Chambal - il padiglione dei gaviali del Gange (aperto nel 2008);
- Rettilario (ex padiglione dei grandi mammiferi con terrario) - oggi parte dell'area della Riserva Bororo (aperta nel 1973), a luglio 2019 è stata inaugurata la nuova mostra del Titicaca con delle rare rane del Titicaca;
- Area del Sichuan - un'area che presenta la fauna aviaria ai piedi dell'Himalaya (aperto nel 2004, ricostruzione nel 2018), aperto il 22 luglio 2023 ampliando la voliera del Sichuan;
- Area delle testuggini africane: un'area che ospita tartarughe giganti delle Galápagos, tartarughe giganti di Aldabra, giovani draghi di Komodo, e altre specie di tartarughe (aperto nel 1998);
- Padiglione dei Gorilla (aperto nel 2001);
- Uccelli delle Zone Umide (inaugurata nel 2010), quest'area, composta da isolette circondati da specchi d'acqua vicino al padiglione dei mammiferi e dei rettili, è attraversabile attraverso un sistema di ponti e passerelle sospese sull'acqua, e comprende diversi recinti e quattro voliere (di cui due attraversabili) in cui sono alloggiati diversi uccelli acquatici. Originariamente le voliere erano divise geograficamente e rappresentavano gli habitat dell'Eurasia, dell'Africa, dell'Australia e del Sud America. Nel 2020, la voliera australiana è stata trasformata in una seconda voliera sudamericana e gli uccelli australiani che vi erano ospitati furono spostati nell'area Darwin crater. Tra le specie degne di nota vi sono la gru cenerina, diverse specie di anatre, ibis scarlatti e pavoncelle. La più grande rarità di quest'area è il becco a scarpa africano, ospitato solo in tre zoo europei.
- Mondo acquatico e Isole delle scimmie (inaugurato nel 2005) il complesso espositivo, è concepito come un complesso di isole erbose e spazi acquatici, collegati da sentieri e passerelle. L'area ospita sia mammiferi e uccelli endemici delle zone umide, come tapiri, antilopi, cicogne, fenicotteri e altri uccelli acquatici, nonché primati, per i quali l'acqua funge da barriera naturale, come gibboni argentati, scimmie ragno di Geoffroy, guereza, saimiri e vari bianconero). La vegetazione ripariale di questi habitat offrono riparo anche ad animali autoctoni come la rana verde maggiore e la gallinella d'acqua. Le pareti in vetro permettono la visione degli ambienti interni anche nei mesi invernali;
- Pianure, sono un complesso di habitat aperti nella zona dell'altopiano su cui sorge lo zoo, creato dai depositi alluvionali del fiume Moldava, vicino alla stazione della funivia. Quest'area è composta da ampi recinti, abitati principalmente da erbivori in via di estinzione, come cavalli di Przewalski, l'orice dalle corna a sciabola, cammello dalla Battriana, bisonte europeo, tameng e bisonti americani. Nel 2019, è stata aperta una piccola area per i cani della prateria adiacente al recinto dei bisonti;
- Voliera dei Rapaci, sono un sistema di voliere nella parte inferiore dello zoo, che ospitano varie specie di uccelli predatori, come l'aquila di mare di Steller, capovaccaio, il corvo imperiale e seriema;
- Voliere dei Fagiani, originariamente progettate per ospitare unicamente diverse specie di fagiani e altri gallinacei, questo sistema di voliere oggi ospita diverse specie di uccelli tropicali. Parte delle voliere ha lasciato il posto alla realizzazione di una nuova esposizione della fauna australiana. La collezione di uccelli ospitata in queste voliere includono ghiandaie, l'ibis malgascio, il kagu (arrivato nel 2019), il bucero maggiore, lo storno dalla faccia gialla e il piccione delle Nicobare. Le voliere più nuove si trovano vicino al padiglione dei pinguini (ad esempio, in esse vivono i gufi pescatori della Malesia);
- Velemlocarium - il padiglione delle salamandre giganti cinesi (aperto nel 2014), l'attrazione principale è la salamandra gigante cinese più grande d'Europa;
- Padiglione dei mammiferi e dei rettili (aperto nel 1991, aperto dopo la prima grande ricostruzione nel 2004, aperto dopo la seconda grande ricostruzione nel 2012);
- Padiglione dei pappagalli (Rákosův pavilon)(aperto nel 2019) - un padiglione che ospita pappagalli rari e altri uccelli esotici;
- Darwin crater (aperto nel 2020) – come parte del complesso espositivo australiano, quest'area ospita diavoli della Tasmania, wallaby, canguri, uccelli australiani e, da maggio 2023, anche una coppia di vombati comuni

Nella parte superiore dello zoo, invece, si trovano:
- Padiglione della giungla indonesiana (aperto nel 2004)
- Primo piano del Padiglione Africano (aperto nel 2004)
- Casa Africana (aperta nel 2001)
- Padiglione degli ippopotami (aperto nel 2013, dopo la ricostruzione del filtraggio aperta nel 2020)
- Elephant Valley (aperto nel 2013)
- Padiglione Dja Reserve (aperto nel 2022) - un nuovo padiglione per i gorilla di pianura occidentale, guereza e altri piccoli animali africani

#### Giungla indonesiana

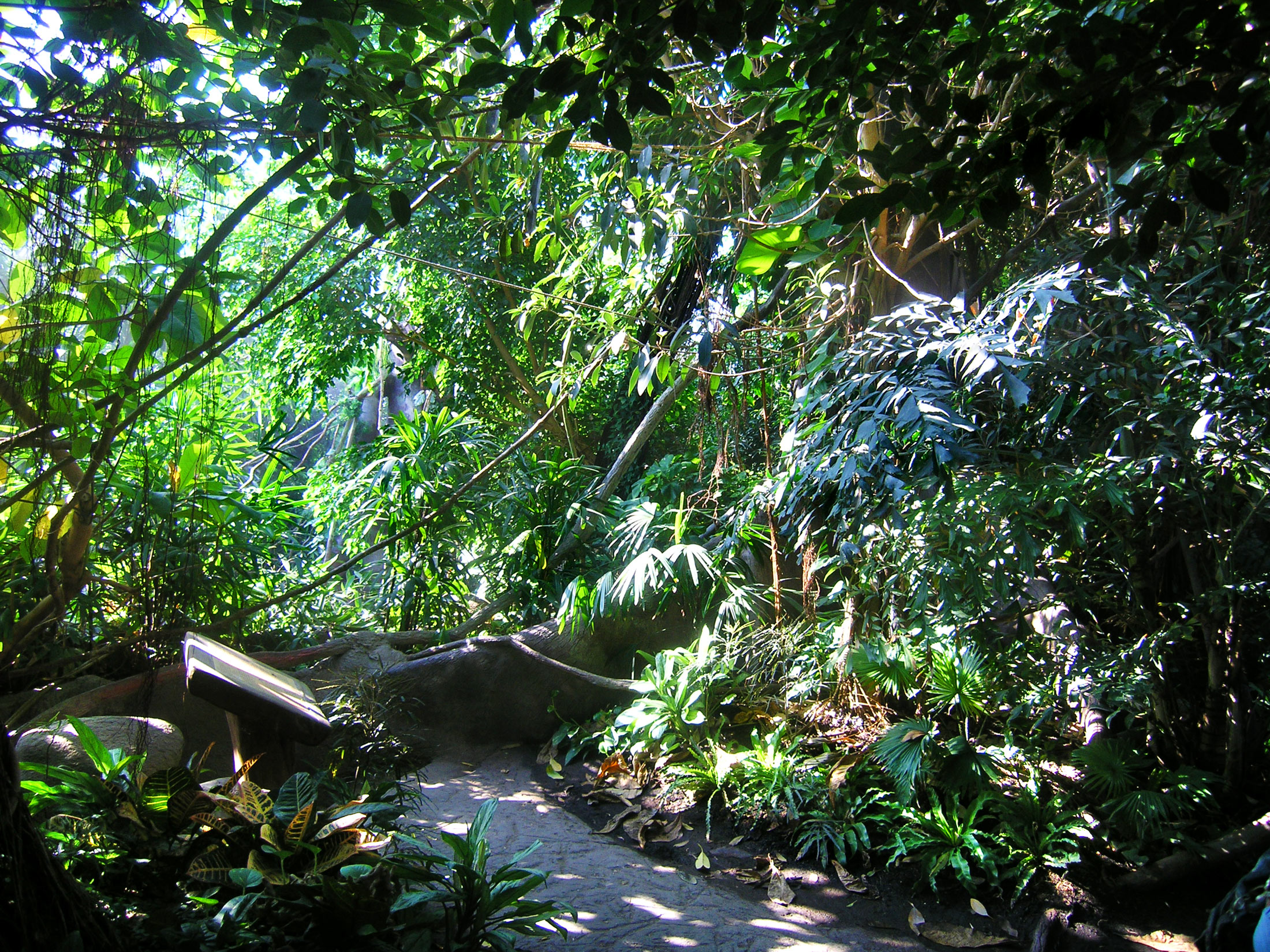
L'interno del padiglione della giungla indonesiana

Il padiglione della giungla indonesiana venne costruito tra il 2002 e il 2004 sul sito del padiglione delle scimmie, vecchio di 50 anni. A quel tempo era il padiglione per animali più grande e più costoso nella storia degli zoo cechi, e la spesa per la sua costruzione superò i 185 milioni di corone ceche. Il padiglione venne inaugurato il 29 novembre 2004.
La struttura è composta da una serra ellittica, in cui al suo interno è stata ricostruita una giungla indonesiana, con piante autoctone, attraversabile attraverso stetti sentieri per i visitatori, aggiungendo all'immersività della struttura. La struttura è esplorabile su due piani e comprende piattaforme di osservazione sopraelevate sulle isole degli oranghi e dei macachi coda di porco, insieme a diversi terrari più piccoli. Al piano inferiore, invece, si trovano diversi acquari, terrari, due recinti per i draghi di Komodo, e soprattutto grandi zone acquatiche con cascate, e isole dove vengono ospitati macachi, lontre nane e binturong. Diversi sentieri conducono anche in grotte artificiali in è possibile osservare alcune specie notturne, tra cui volpi volanti, ratti della corteccia giganti, cuscus e loris. Dal 2022, nell'area delle grotte l'area dei pipistrelli è stata rimossa per creare uno spazio apposito per una coppia di pangolini cinesi.

## Progetti di conservazione
Come la maggior parte dei moderni giardini zoologici, lo zoo di Praga svolge un importante ruolo nella conservazione delle specie a rischio d'estinzione, collaborando con istituzioni in tutto il mondo per promuovere la salvaguardia e la conservazione dell'ambiente, tramite la promozione e la monitorizzazione di progetti di ricerca ex situ (ovvero la riproduzione in cattività di specie in pericolo) e in situ (a favore delle specie nel loro ambiente naturale, a beneficio anche degli ecosistemi e della biodiversità). All'inizio del 2020, lo zoo ha partecipato alla campagna di sensibilizzazione sulla conservazione Stolen Wilderness, incentrata sui problemi del commercio illegale di animali. Durante tale evento, una mostra fotografica è stata allestita presso il loro centro educativo.
Il parco si fa carico di diversi progetti di conservazione ex situ, come l'allevamento in cattività di specie come il galagone del Senegal, il fagiano di Edwards e il capovaccaio, secondo il Programma Europeo di Conservazione (EEP). Lo zoo non si occupa solo della riproduzione in cattività delle specie a rischio, ma anche della loro reintroduzione in natura, come il loro successo con la reintroduzione del cavallo di Przewalski nelle steppe mongole, seguito dai progetti di reintroduzione in natura del capovaccaio, del gipeto, del bisonte europeo e dello storno di Bali. Alcuni di questi programmi di conservazione sono gestiti direttamente dallo zoo di Praga. Lo zoo gestisce, inoltre, un totale di 15 libri genealogici europei (ESB) sulle specie ospitate nei giardini zoologici europei, tra cui quello del boa di Cuba, tartaruga gigante malese, tartaruga di stagno gigante asiatica, gaviale del Gange, coccodrillo cubano, ratto delle cortecce gigante settentrionale, ratto delle cortecce gigante meridionale, orice beisa e del tragopano di Cabot, oltre a gestire Libro genealogico internazionale (ISB) del cavallo di Przewalski.
Tra i progetti in situ perpetrati dal parco si annoverano diversi progetti di salvaguardia sulle singole specie, come il Return of the Wild Horses un progetto di reintroduzione in natura del cavallo di Przewalski. Altri progetti mirano a racimolare fondi e fornire supporto ai programmi di salvaguardia della specie nel suo habitat naturale, come il gaviale del Gange in India, i saiga in Mongolia, l'addax nei deserti del Nordafrica, il tordo ridente dalla corona blu in Cina, il gufo reale delle Filippine nelle Filippine, il saola nel Sud-est asiatico, l'eland gigante in Senegal, e i gibboni dell'Annam in Vietnam.

## Galleria d'immagini

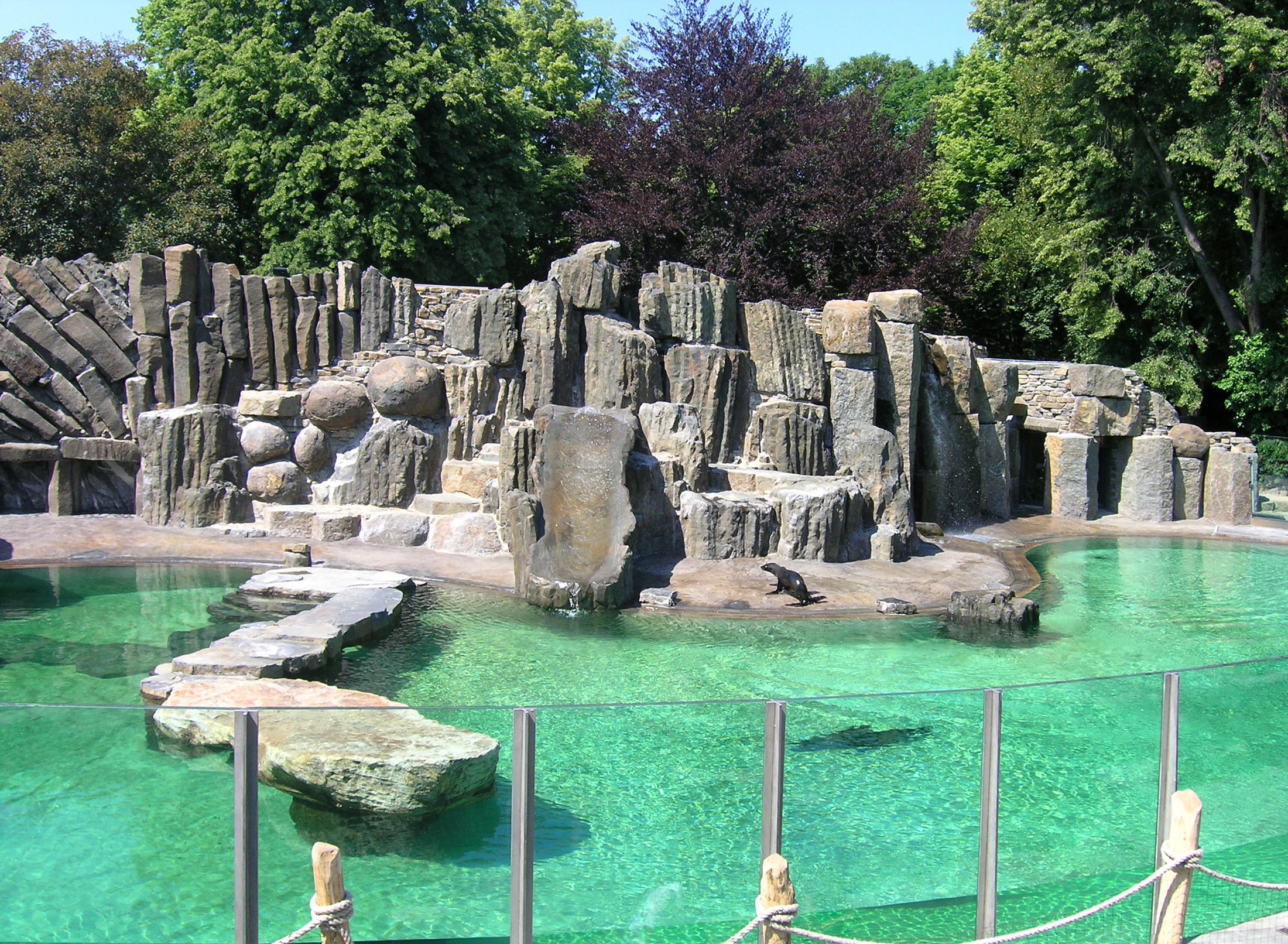
Vasca delle otarie orsine del Capo
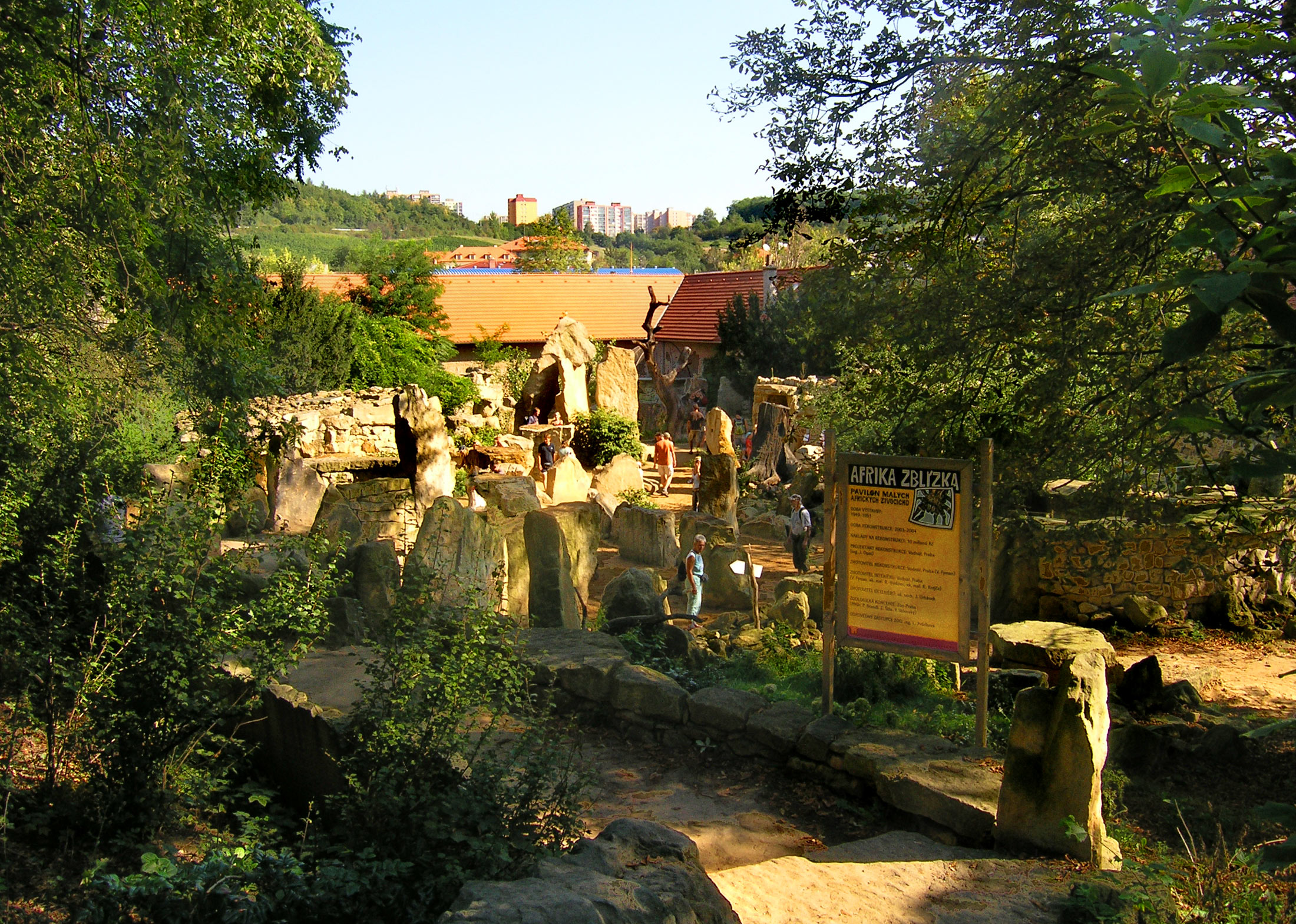
Sezione africana
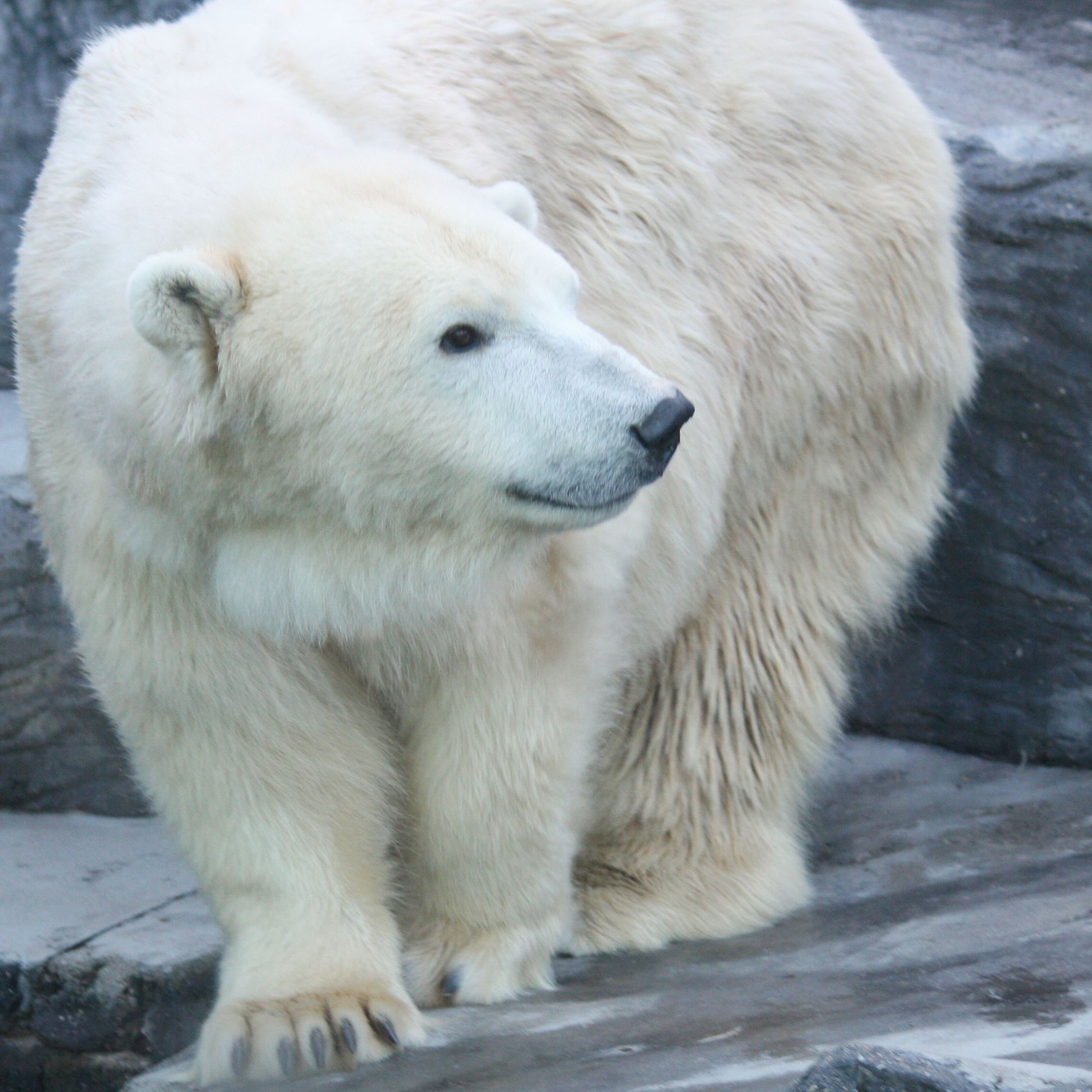
Orso polare
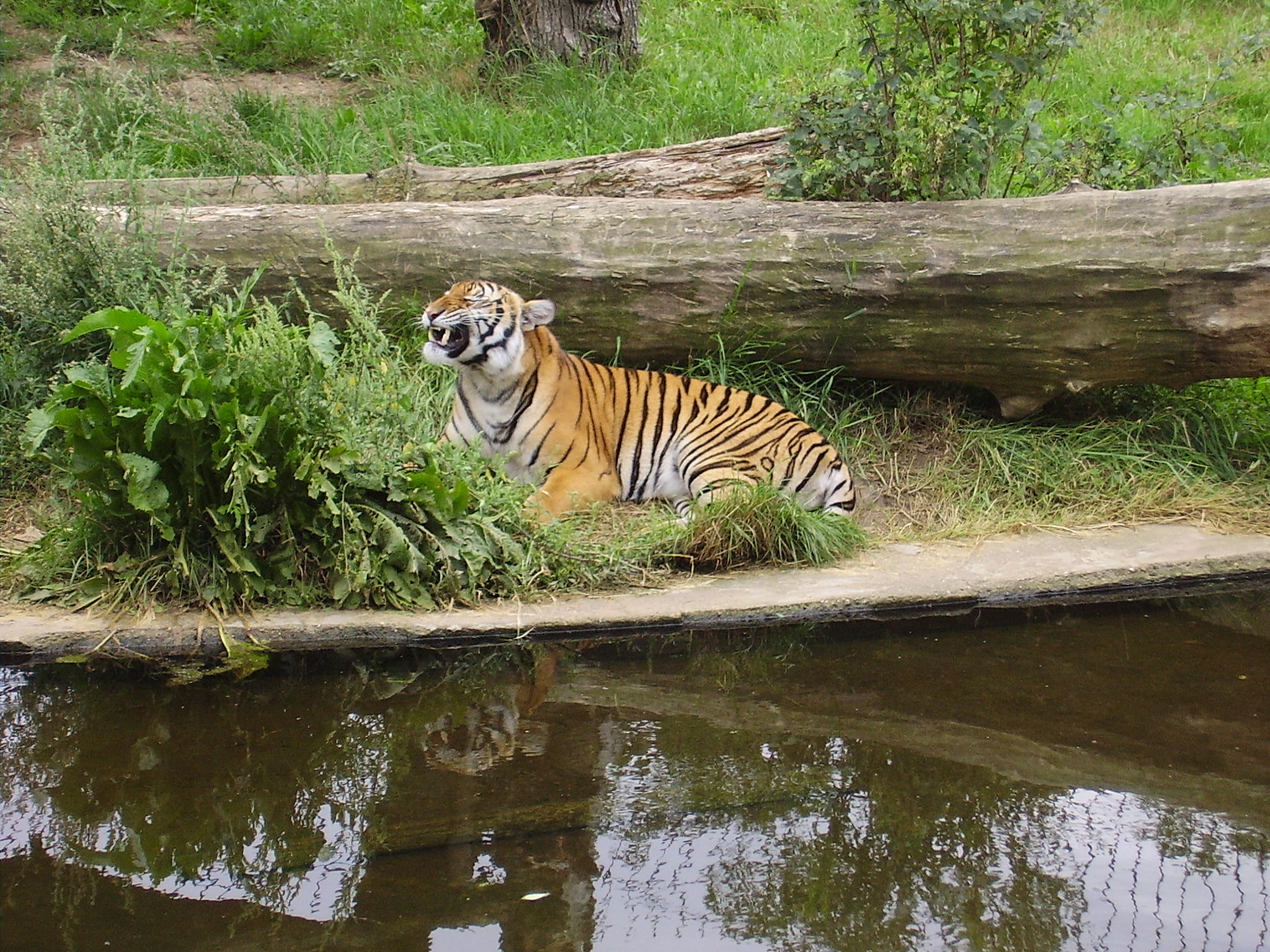
Tigre di Sumatra
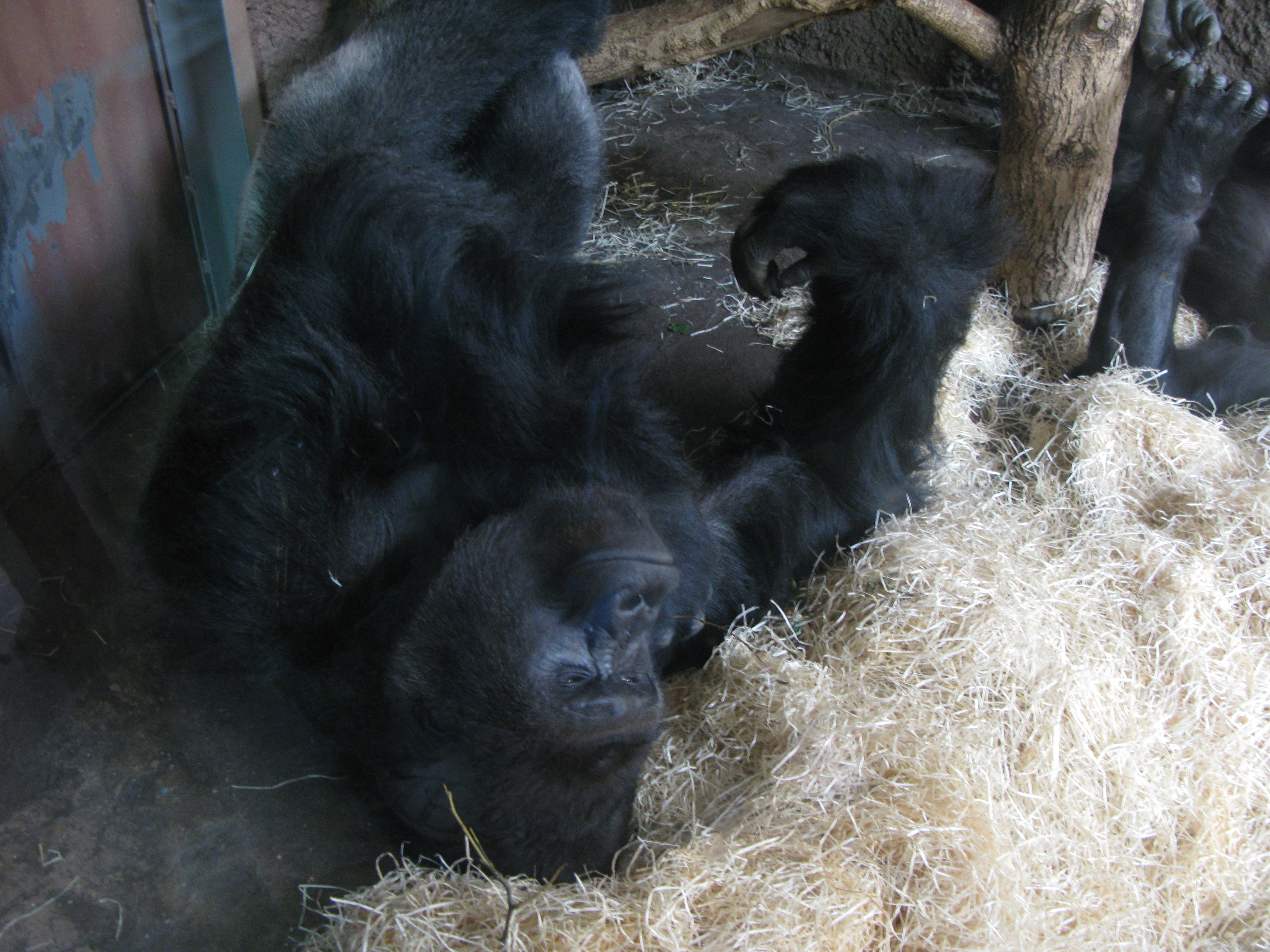
Gorilla di pianura occidentale
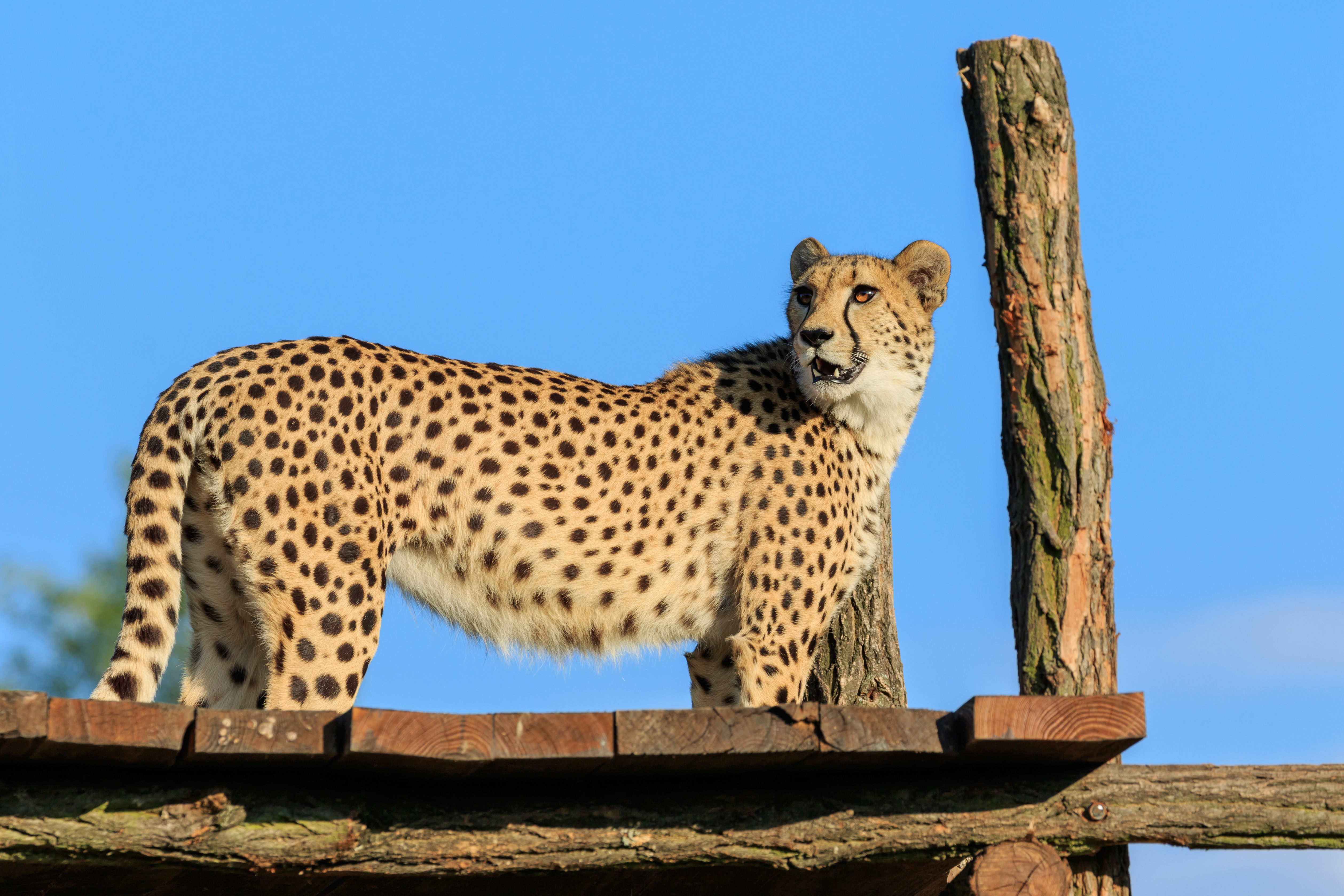
Ghepardo
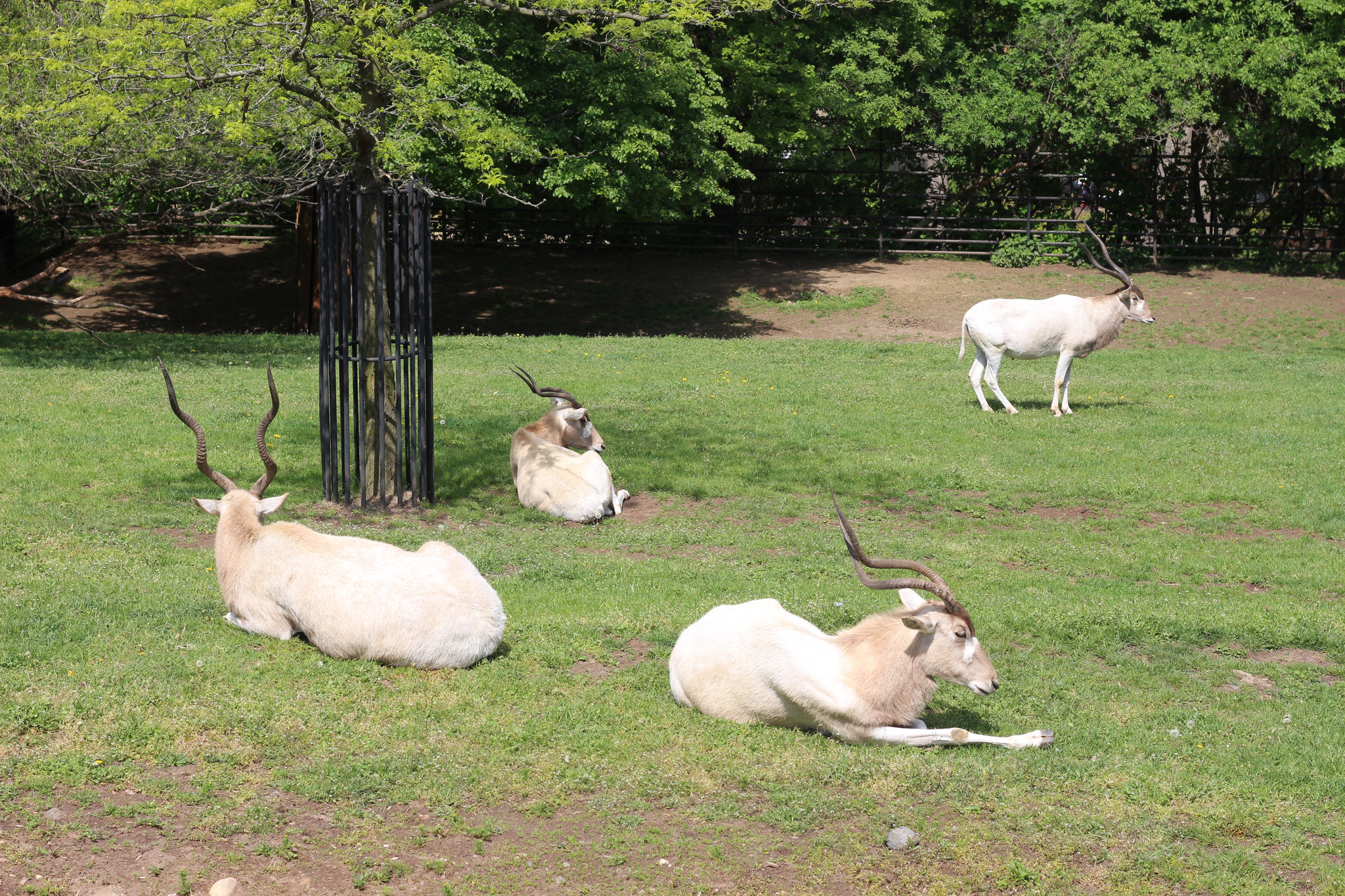
Addax
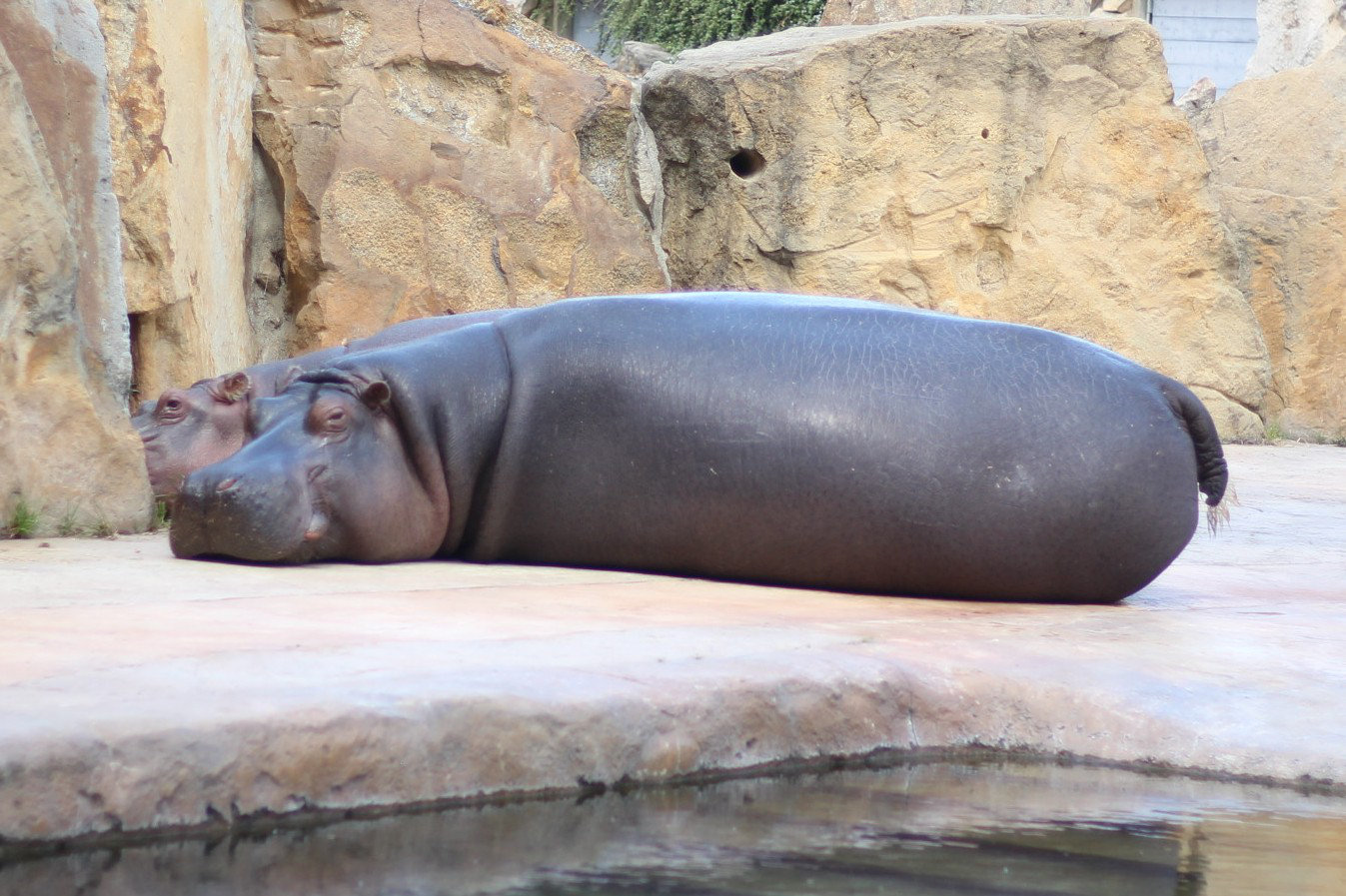
Ippopotamo comune
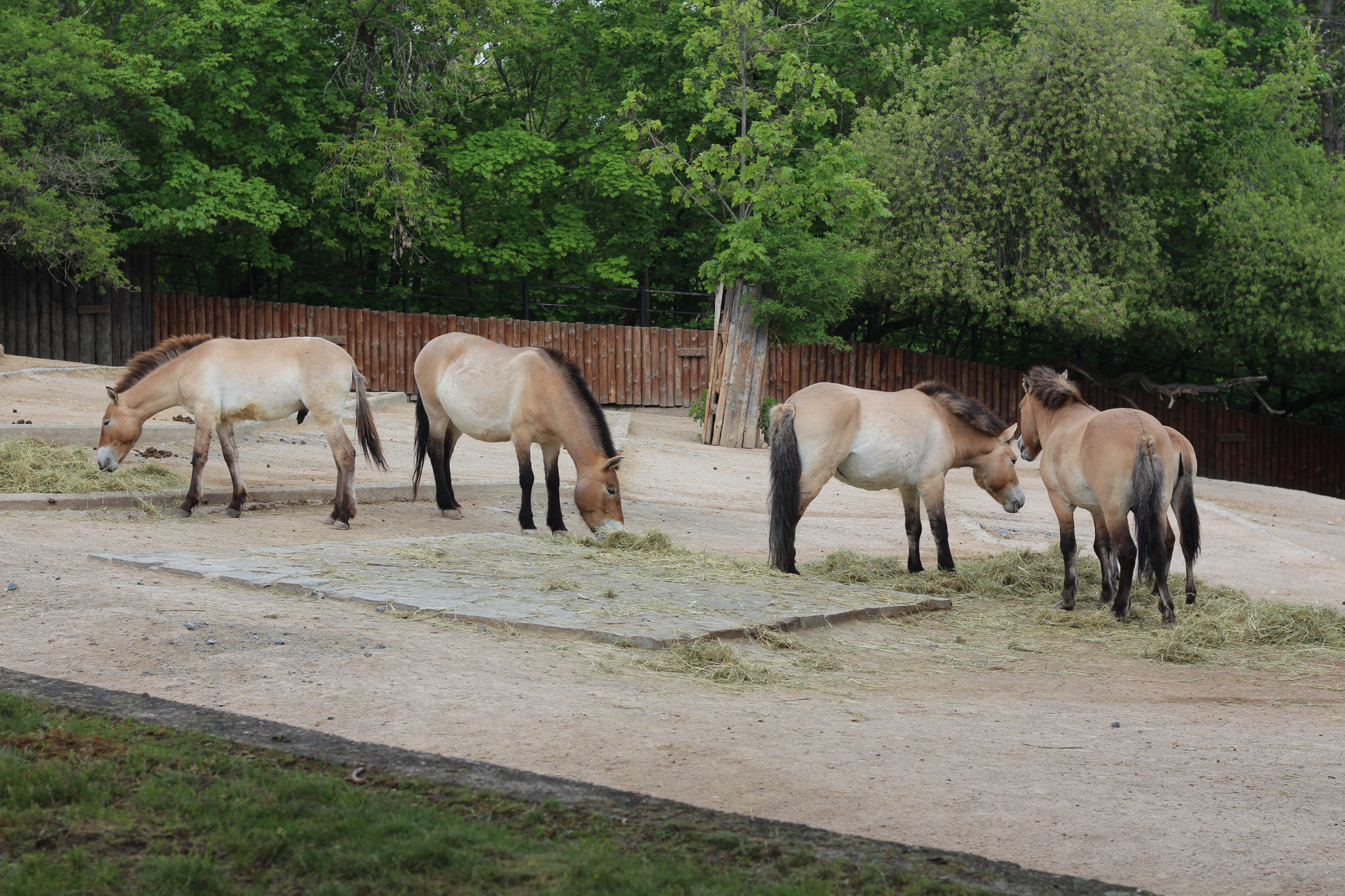
Cavallo di Przewalski
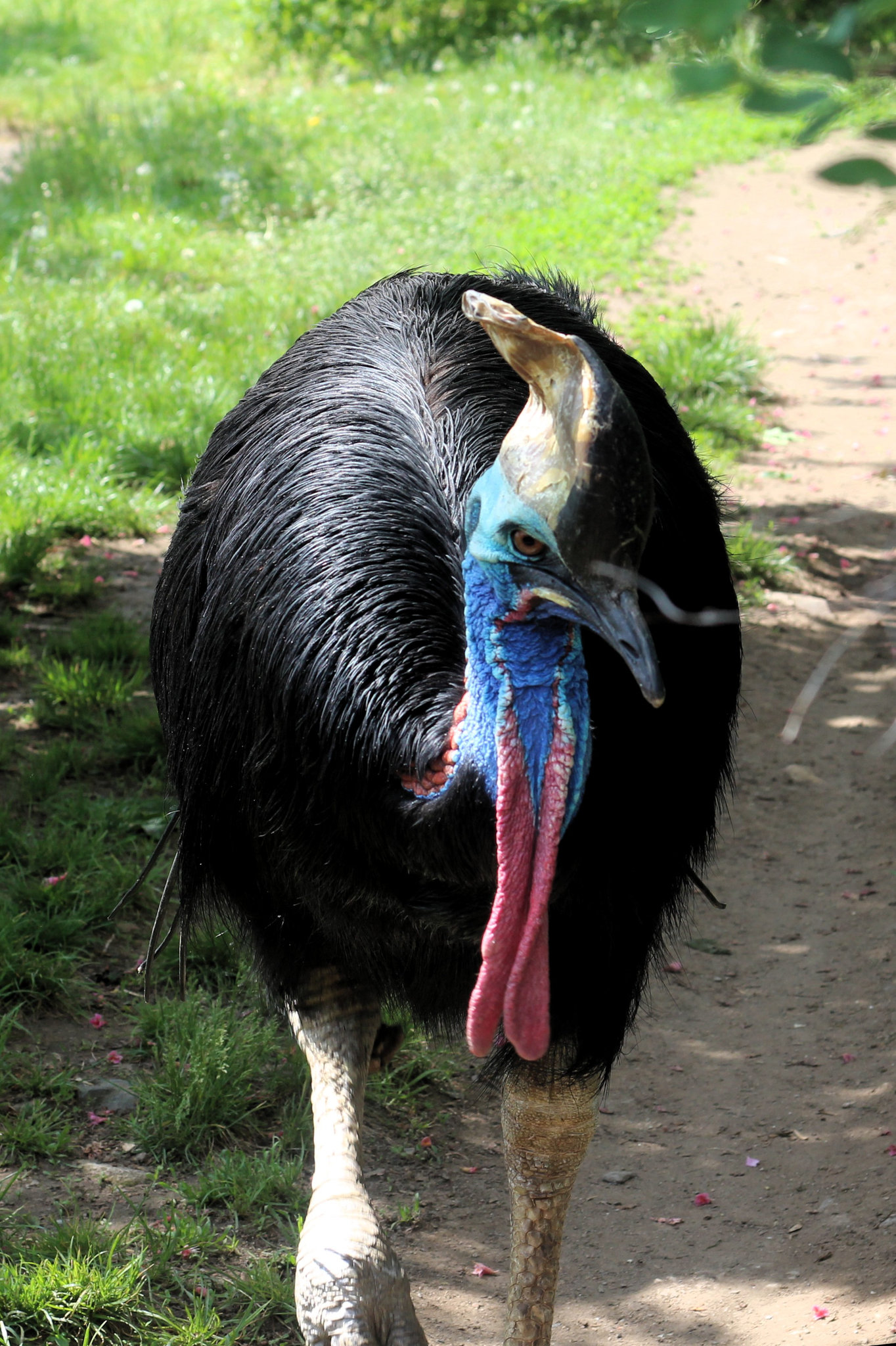
Casuario australiano
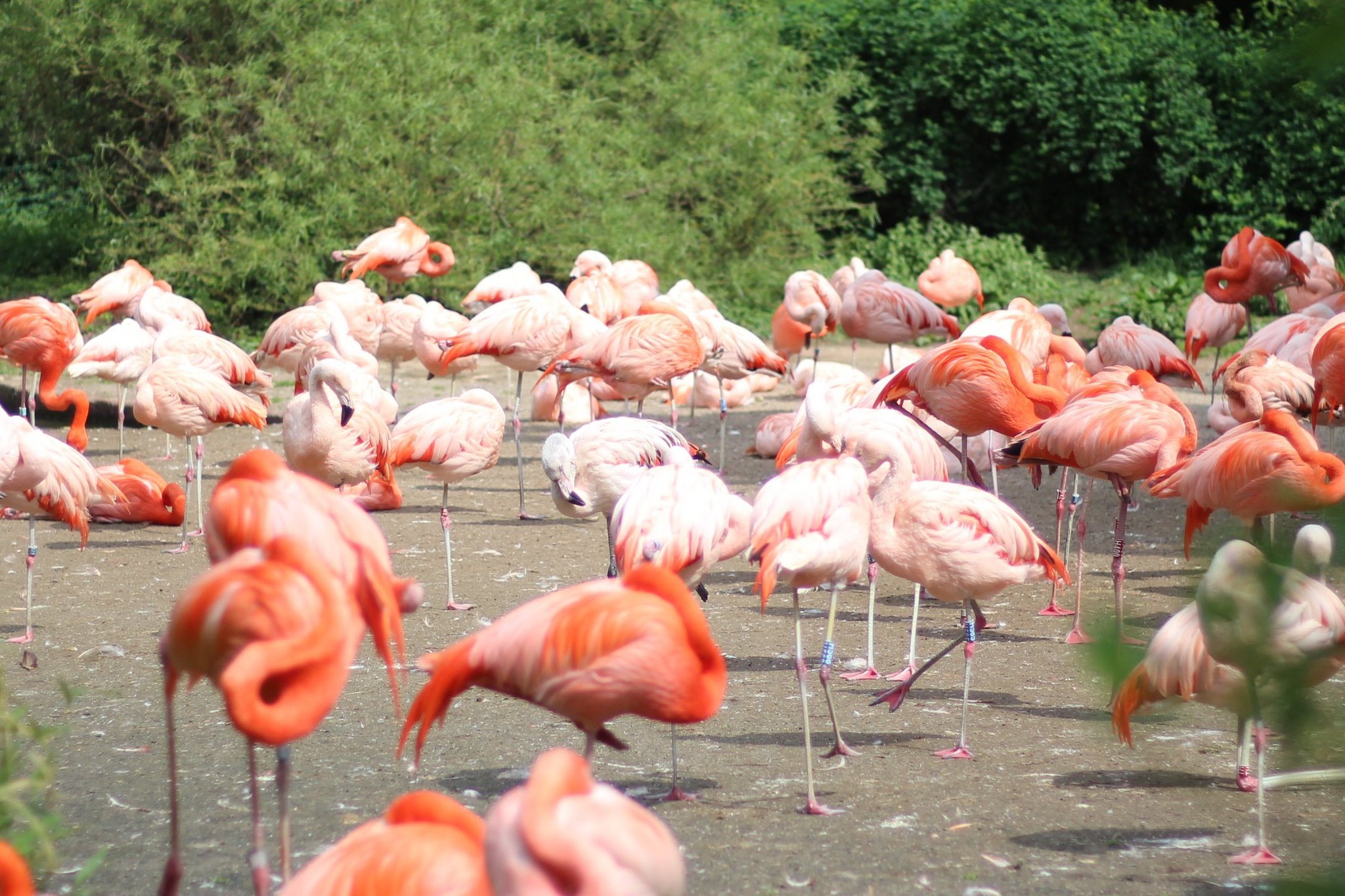
Storno misto di fenicotteri cileni e cubani
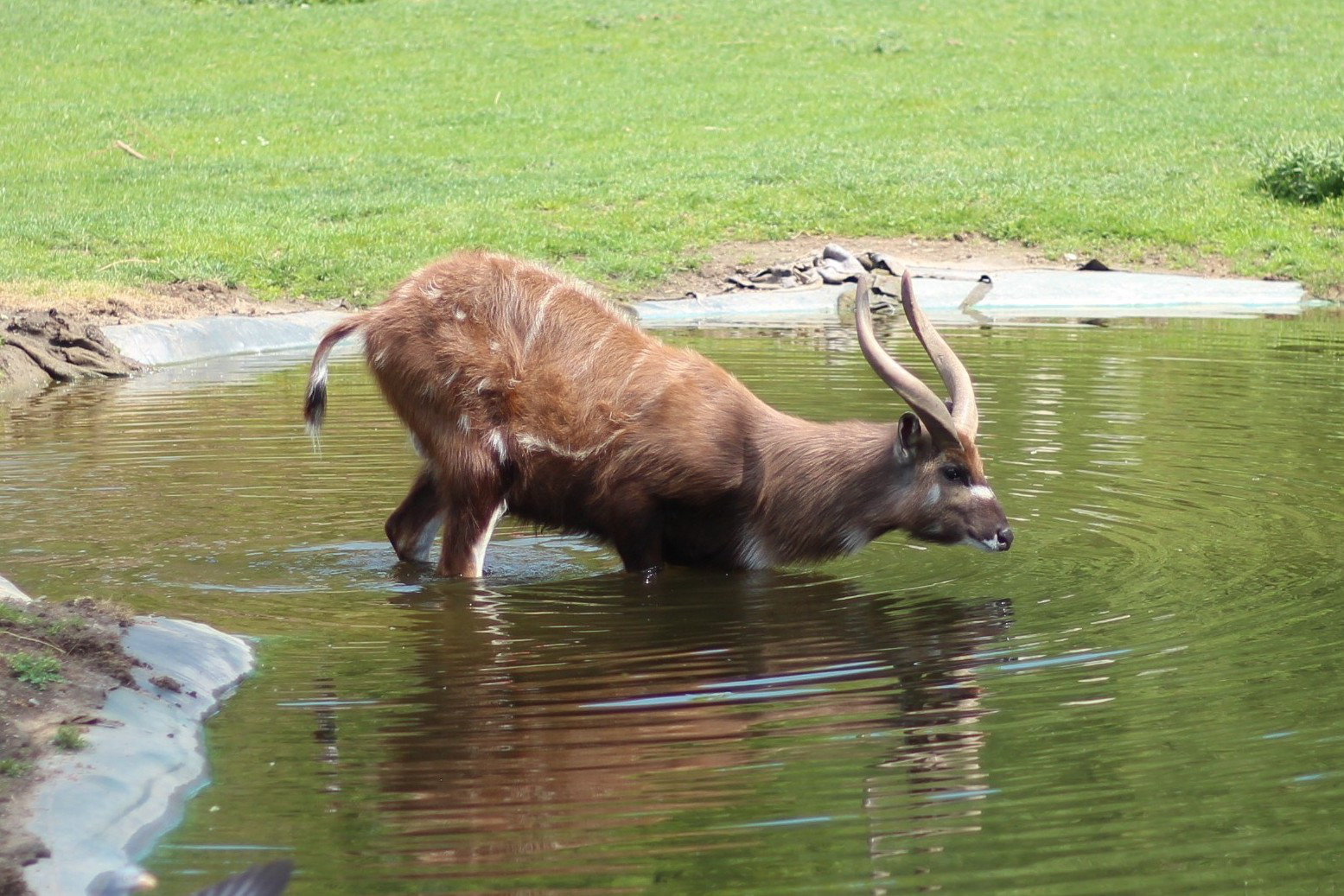
Sitatunga
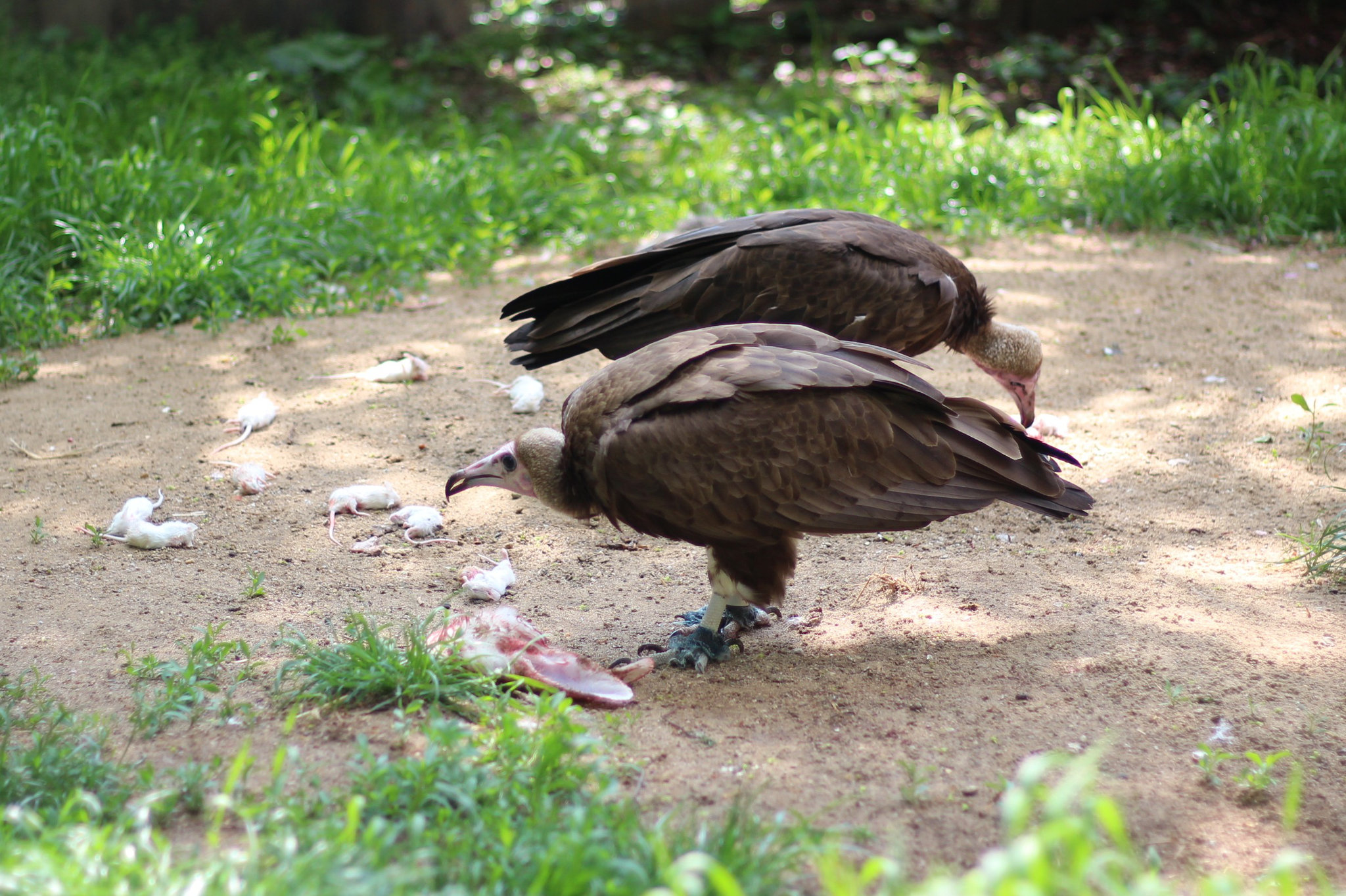
Avvoltoio pileato
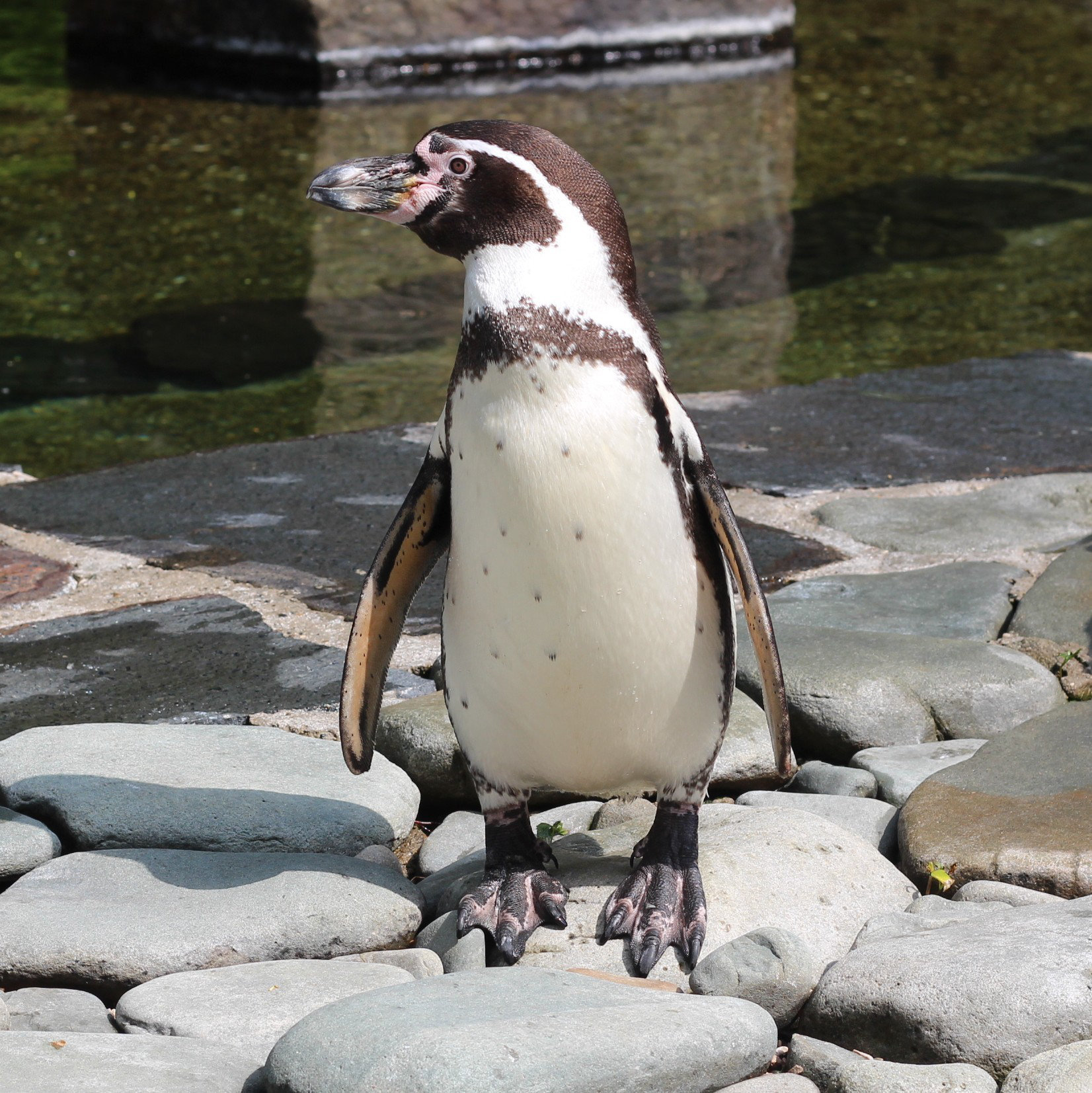
Pinguino di Humboldt
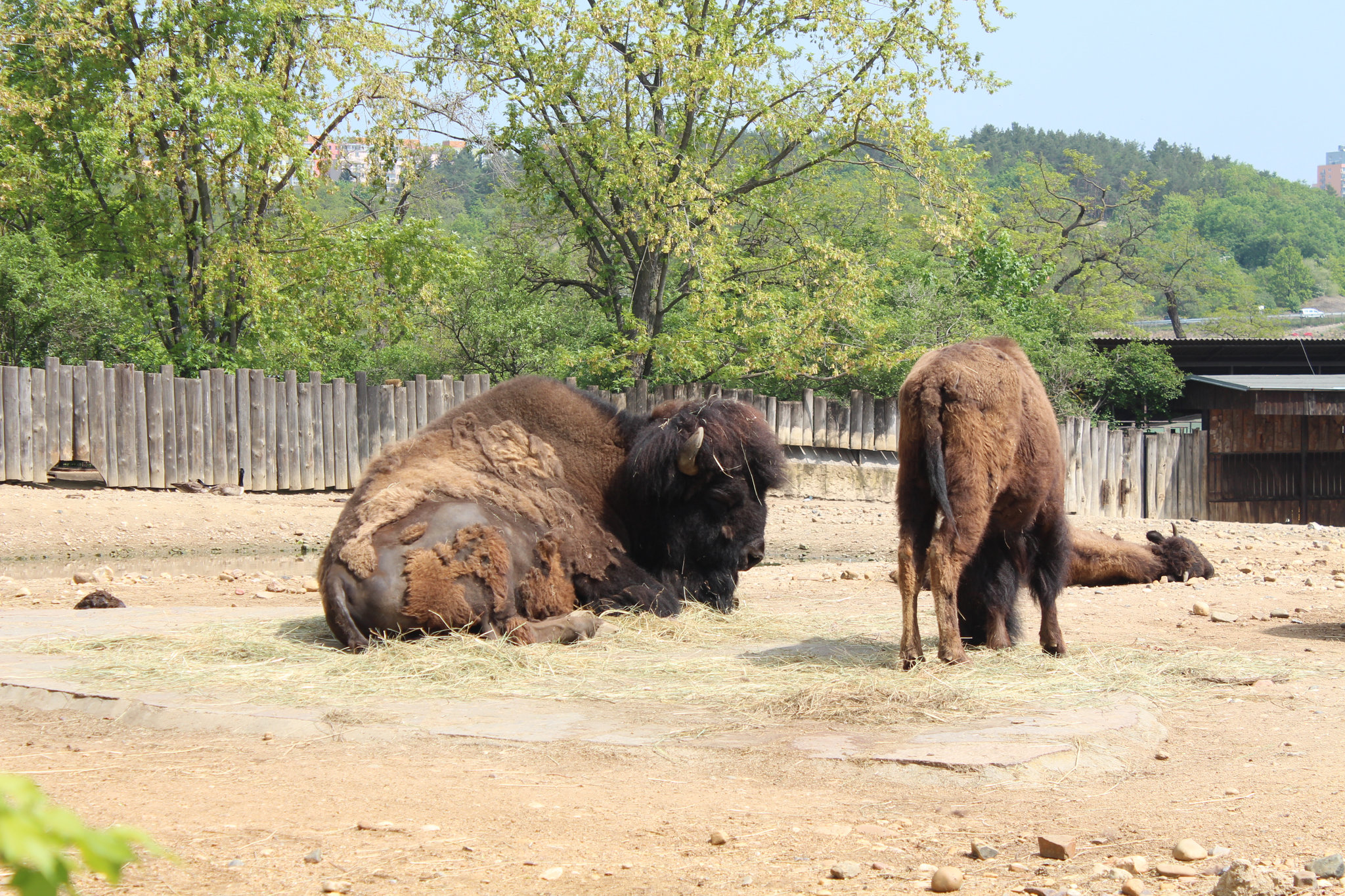
Bisonte americano
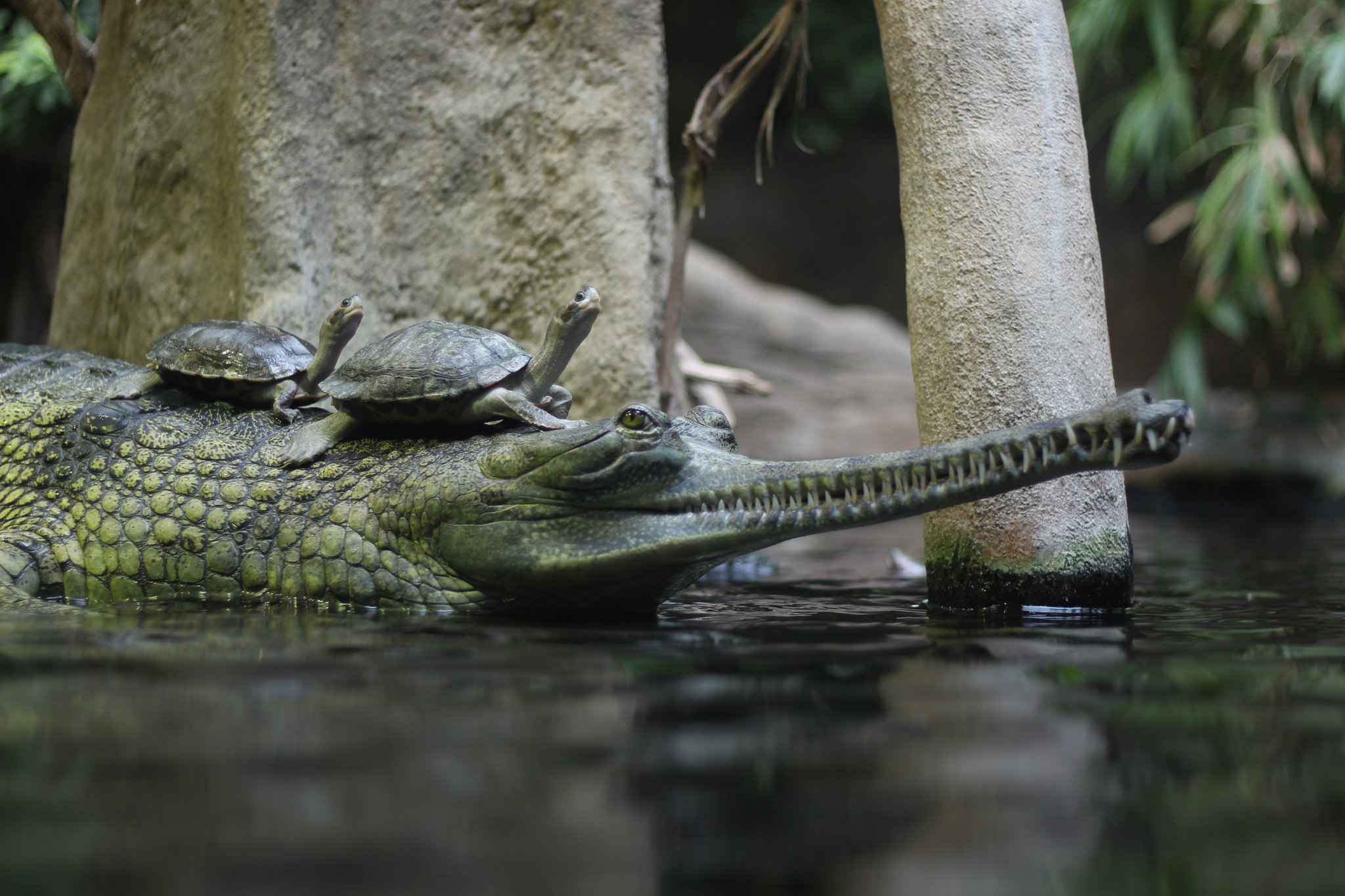
Gaviale del Gange
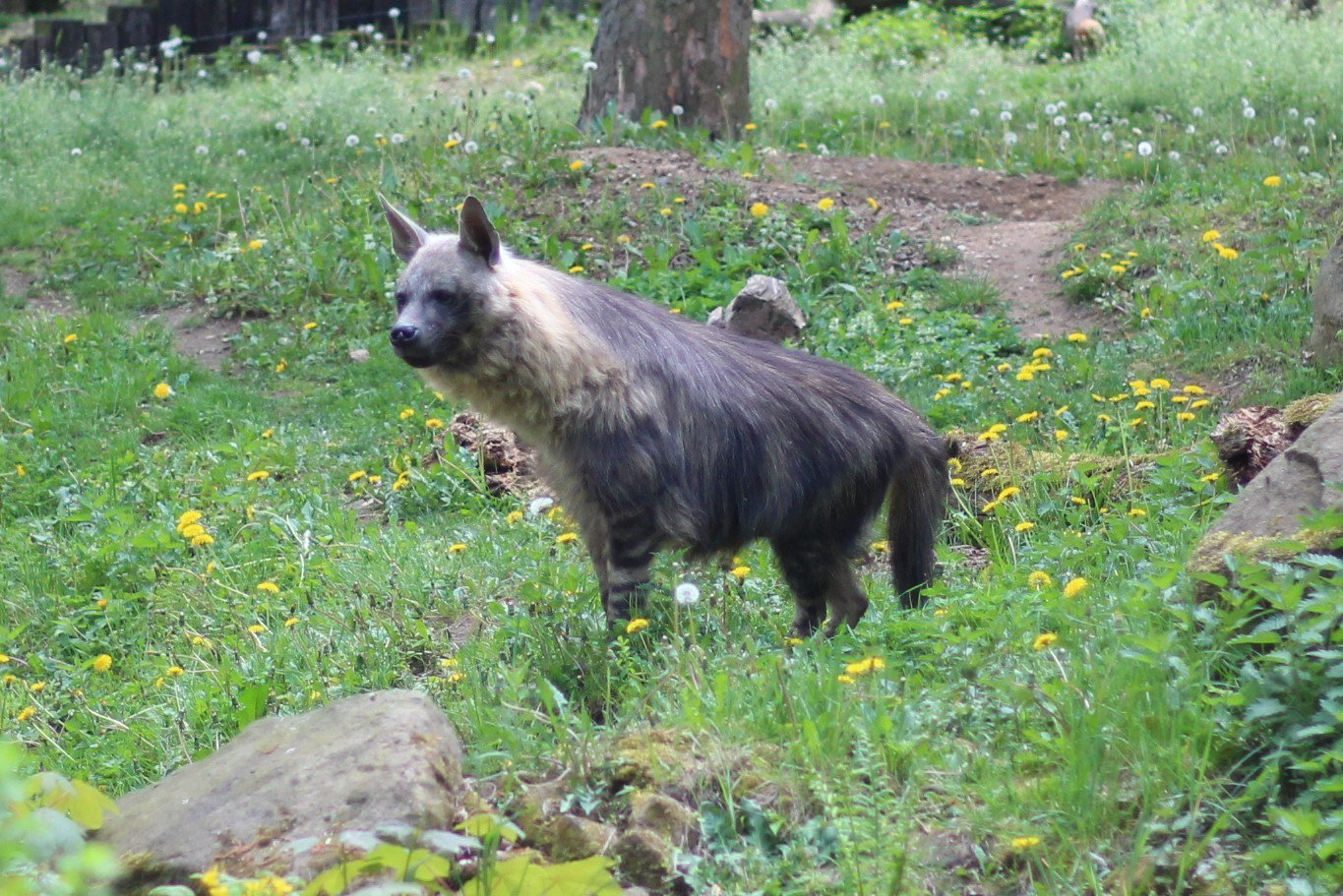
Iena bruna
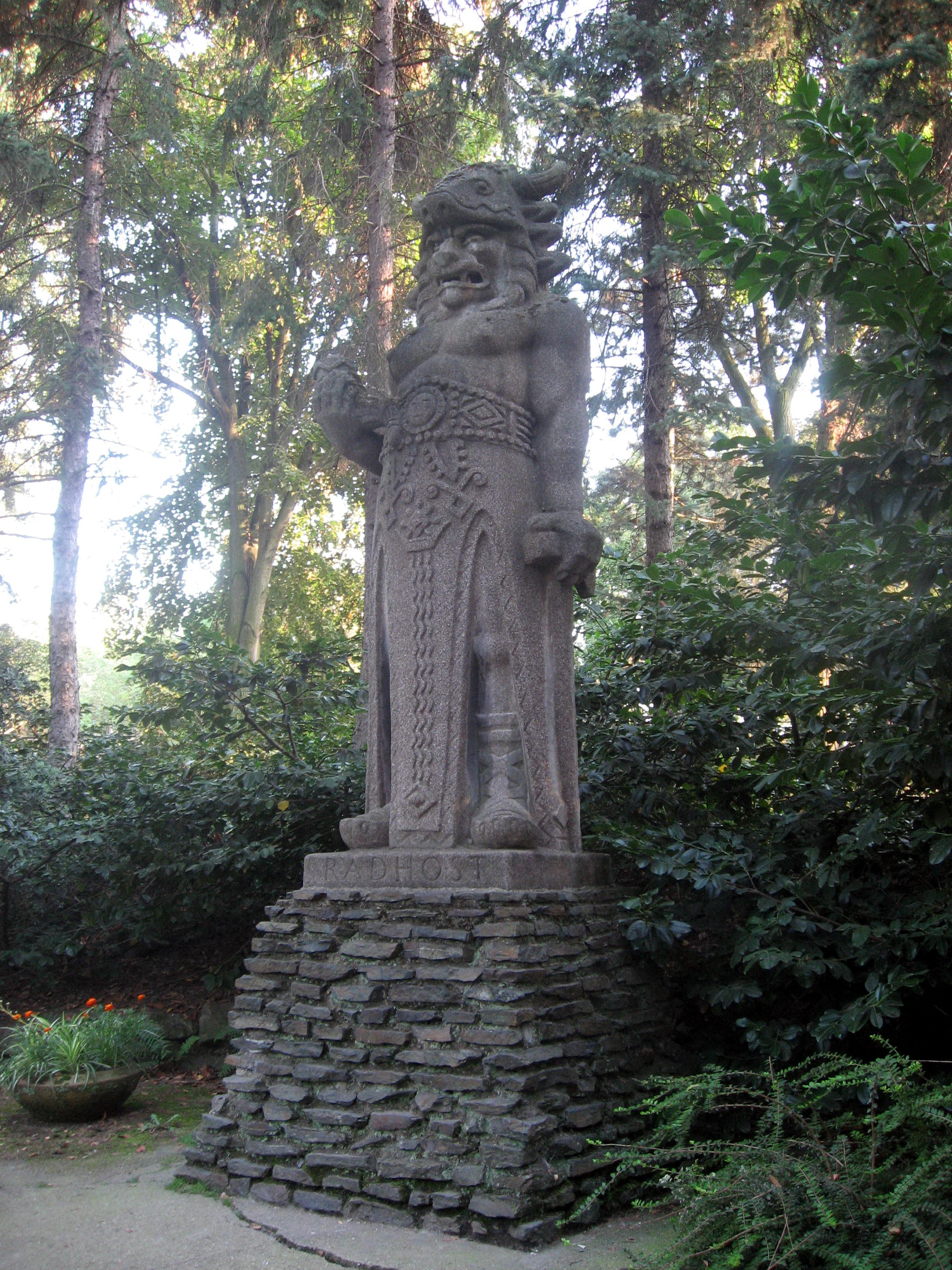
Scultura di Radigost nello zoo di Praga
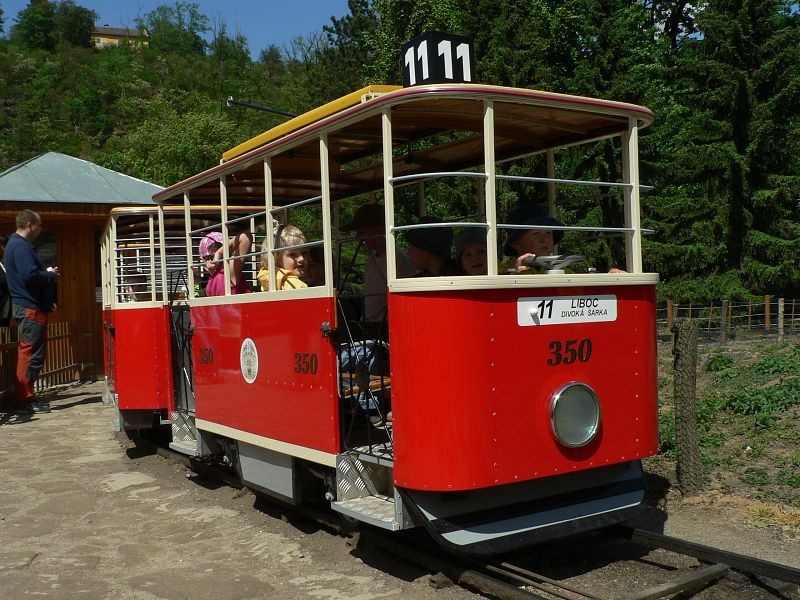
Il piccolo tram dello zoo
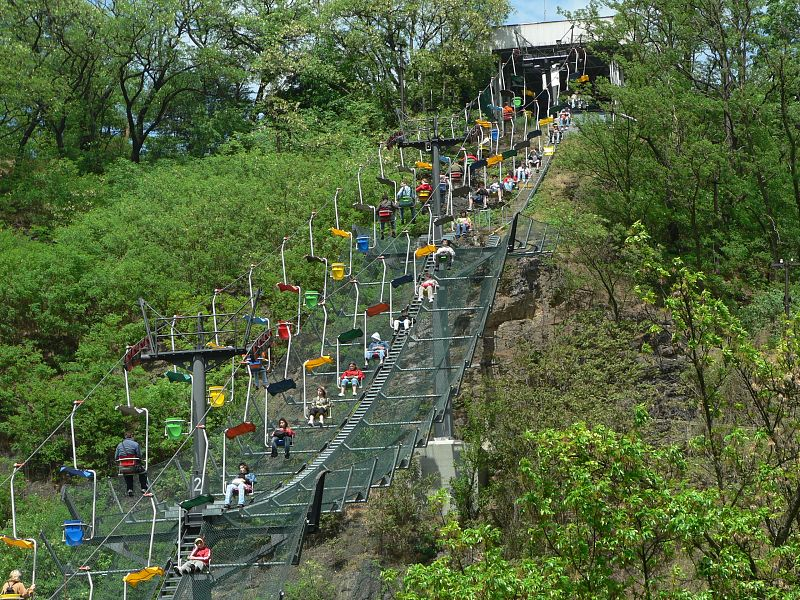
La seggiovia dello zoo (aperta nel 1977)
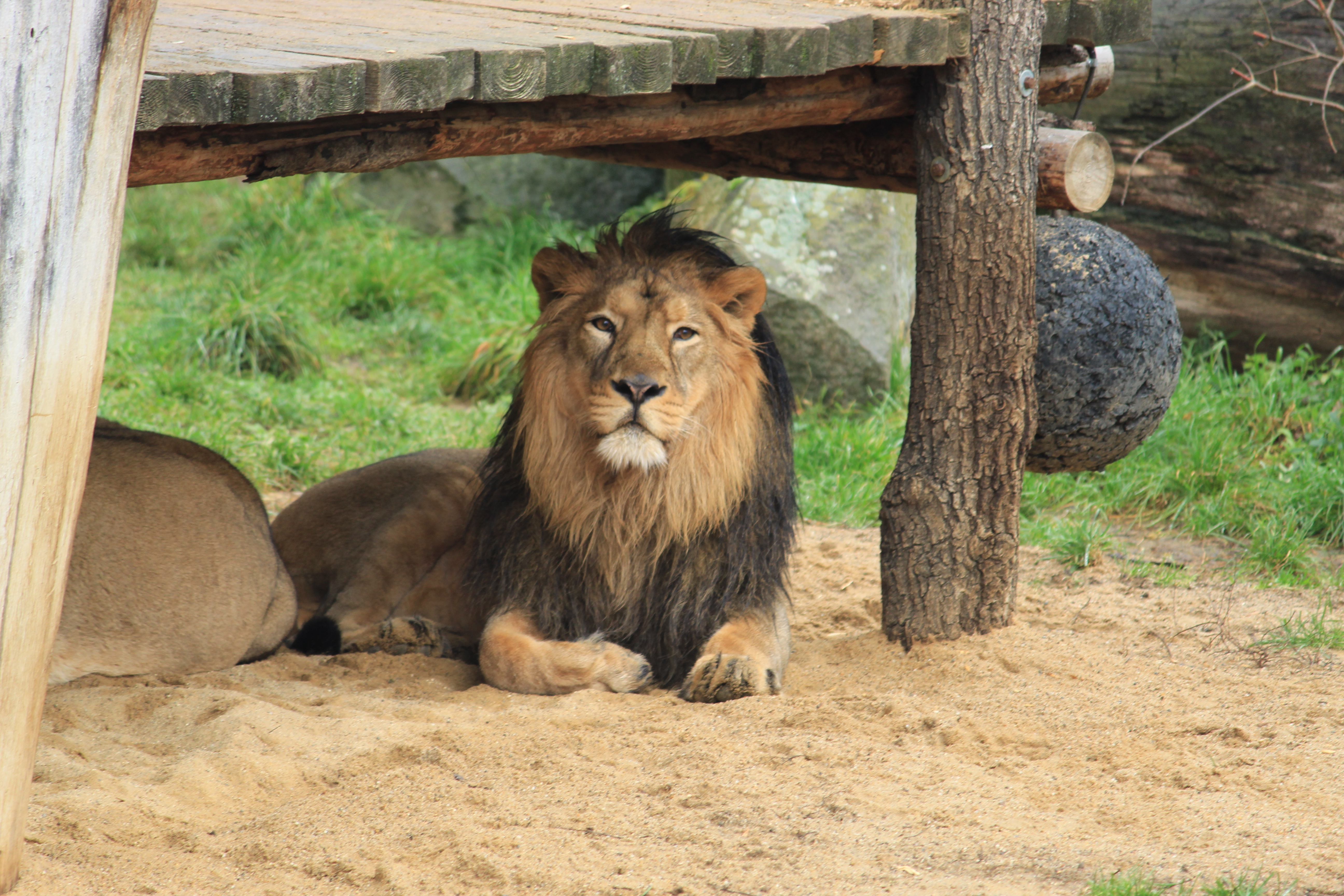
Leone africano
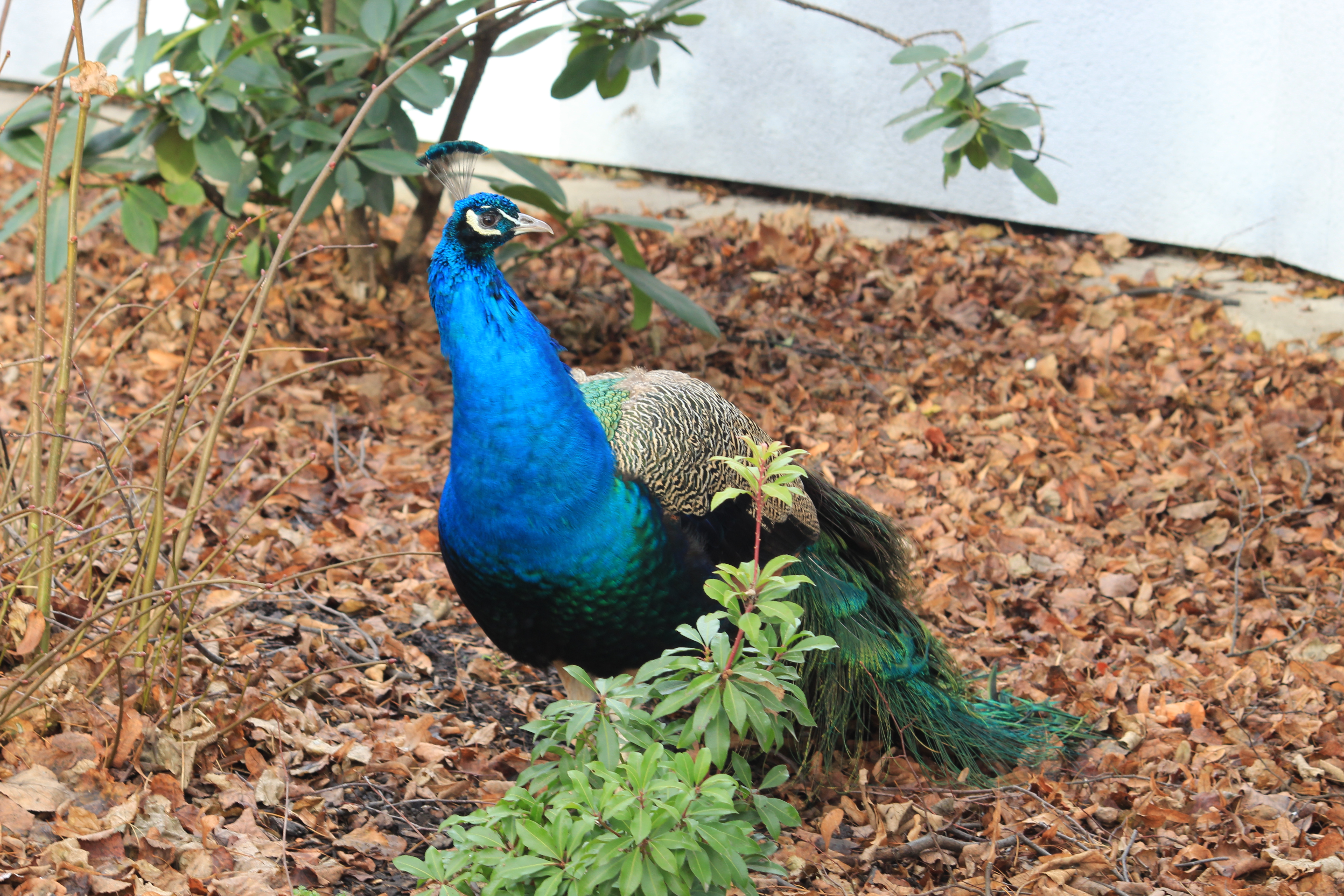
Pavone comune
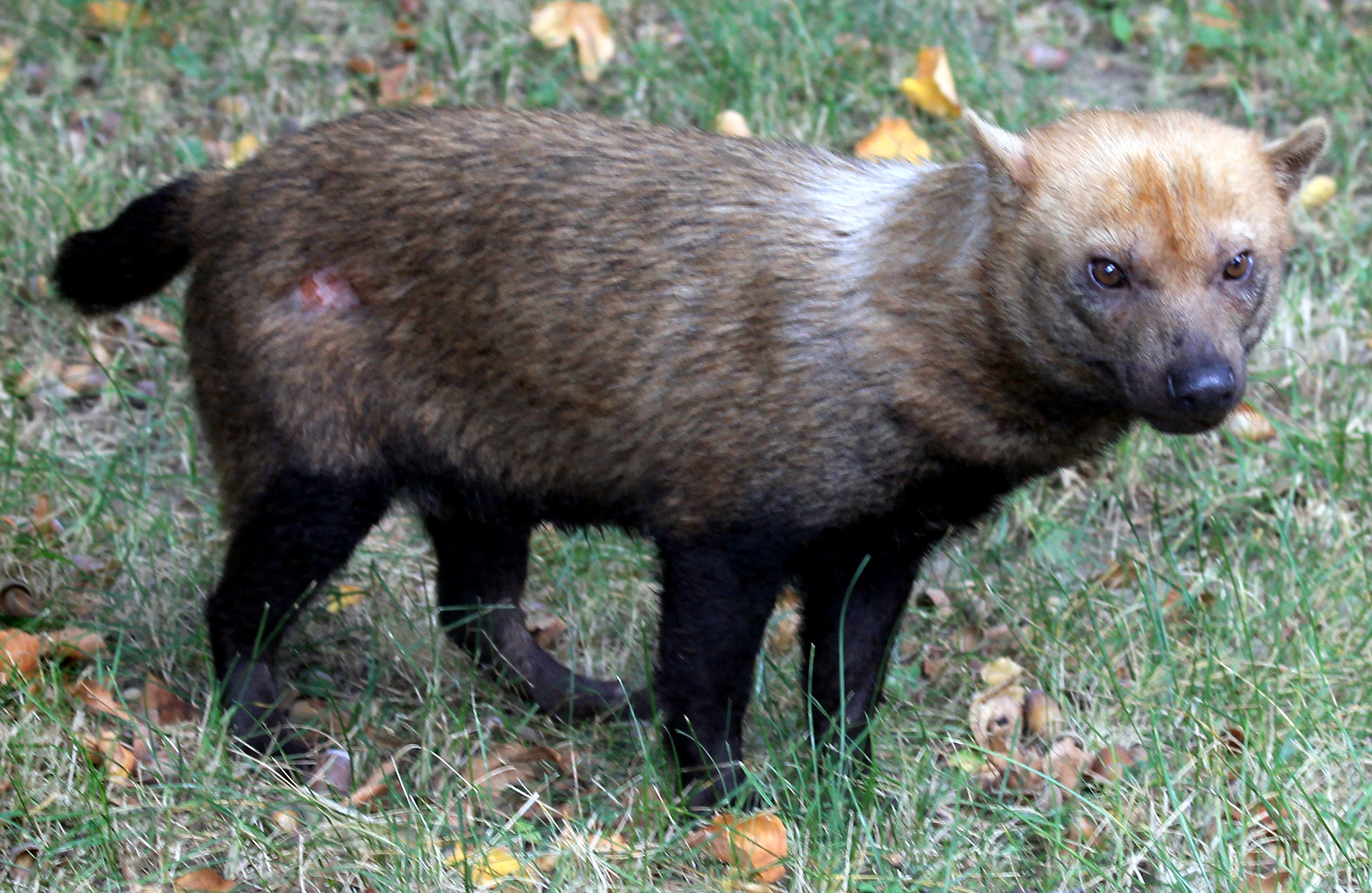
Speoto